# Bolevec
Bolevec (německy Bolewetz) je část statutárního města Plzeň, nacházející se na severním okraji města.
Bolevec je také název katastrálního území o rozloze 16,02 km². V tomto katastrálním území leží mimo vlastního Bolevce také severní části sídlišť Lochotín a Košutka, osady Malý Bolevec, Bílá Hora a Zavadilka i rozsáhlá rekreační oblast kolem Boleveckých rybníků. Spolu s částí Severní Předměstí tvoří Bolevec městský obvod Plzeň 1.

## Historie
Ves Bolevec je písemnými prameny poprvé zmiňovaná v roce 1382. Původní název – Voleves – byl patrně odvozen od osobního jména Volek či Volimír (tj. Volova/Volimírova ves). Varianta Bolevec se v pramenech uvádí od 18. století.
Ve zmíněném roce 1382 vesnici vlastnila kapitula svatého Apolináře na Novém městě pražském. Až roku 1460 Bolevec odkoupilo město Plzeň za 200 kop grošů ročně, a to s úmyslem založit na zdejším území rybniční soustavu. Stavba rybníků byla zahájena již v roce 1461. V té době se v Bolevci nacházelo 10 nebývale výstavných usedlostí, z nichž se dodnes dochovaly některé cenné stavební prvky. Ke každé usedlosti byly přiděleny 2 lány půdy, přičemž z každého lánu měl jejich majitel vždy jednou ročně odvádět městu Plzni 44 grošů, 4 slepice a 60 vajec.
Celkem deset zemědělských usedlostí a dvanáct chalup bylo v Bolevci uváděno ještě v soupisech z 18. století. Obec najímala do služby pastýře, obecního kováře a od první poloviny 18. století i ponocného. Od druhé poloviny 19. století však nastal prudký rozvoj obce, k němuž přispělo mimo jiné i zakládání nových podniků v blízkém okolí (kolomazné pece v boleveckém polesí, pískovcové lomy a cihelny na Košutce, pivovar Prior i uhelné doly v okolí Bílé Hory, později i zkušební střelnice Škodových závodů na Orlíku aj.). Dělnické domky vyrostly na Zavadilce, na Bílé Hoře, na Košutce i jinde. Rozvoji průmyslu i vlastní obce jistě napomohlo také zlepšení dopravní dostupnosti, zejména překlenutí řeky Mže novým Saským mostem (dnes Rooseveltův) v letech 1840–1850, výstavba císařské „plaské“ cesty v roce 1847 i stavba železnice Plzeň–Žatec v letech 1871–1873. V roce 1942, kdy došlo k připojení Bolevce k Plzni, měla tato ves už 5570 obyvatel a byla tak největší v Čechách. V té době již převážnou většinu obyvatel netvořili zemědělci, nýbrž dělníci.
Na přelomu 19. a 20. století se v Bolevci těžilo černé uhlí. V roce 1893 začalo hloubení dolu Antonín a další doly Svatý Václav a Svatý Jiří byly v provozu ještě na začátku 20. století. V té době byl otevřen také důl Marie, který dosáhl hloubky 45 metrů. Provoz v něm byl ukončen roku 1926, ale později došlo v období 1934–1936 k obnově těžby.

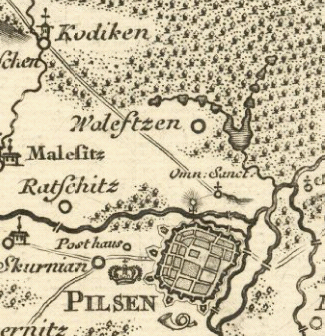
Bolevec (Woleftzen) a bolevecké rybníky na Mülerově mapě z roku 1720

V roce 1903 bylo v Bolevci zavedeno první pouliční osvětlení, tehdy ještě pomocí petrolejových lamp. Elektrické osvětlení bylo vybudováno roku 1926. Roku 1903 byl rovněž zbudován samostatný bolevecký hřbitov – do té doby se pohřbívalo u kostela Všech svatých na Roudné. V červenci roku 1907 byl na Zavadilce otevřen poštovní úřad. V roce 1923 byla v obci zřízena strážnice státní policie, kde se ve sklepení nacházela rovněž obecní šatlava. V roce 1929 začaly do Bolevce zajíždět autobusy. Podle údajů z roku 1939 bylo v Bolevci evidováno 210 obchodů a živností – mezi nimi 16 obchodů se smíšeným zbožím, 19 hostinců, 6 řezníků, 5 pekařů nebo 6 krejčovství.
První polovina 20. století se rovněž nesla ve znamení vzniku nejrůznějších obecních spolků. Jako nejstarší byla již v roce 1895 založena Občanská beseda, zabývající se kulturně-osvětovou činností. Později se k ní přidávaly různé další spolky včetně Sboru dobrovolných hasičů (1901), Dělnické tělocvičné jednoty i Sokola (1913), Dělnického ochotnického spolku (1919) či fotbalového klubu SK Bolevec (1919). Děti se od roku 1930 mohly věnovat skautingu, přičemž na Bolevci působil i samostatný židovský oddíl (založen 1931). Na březích Velkého boleveckého rybníka se scházeli příznivci jachtingu i windsurfingu.

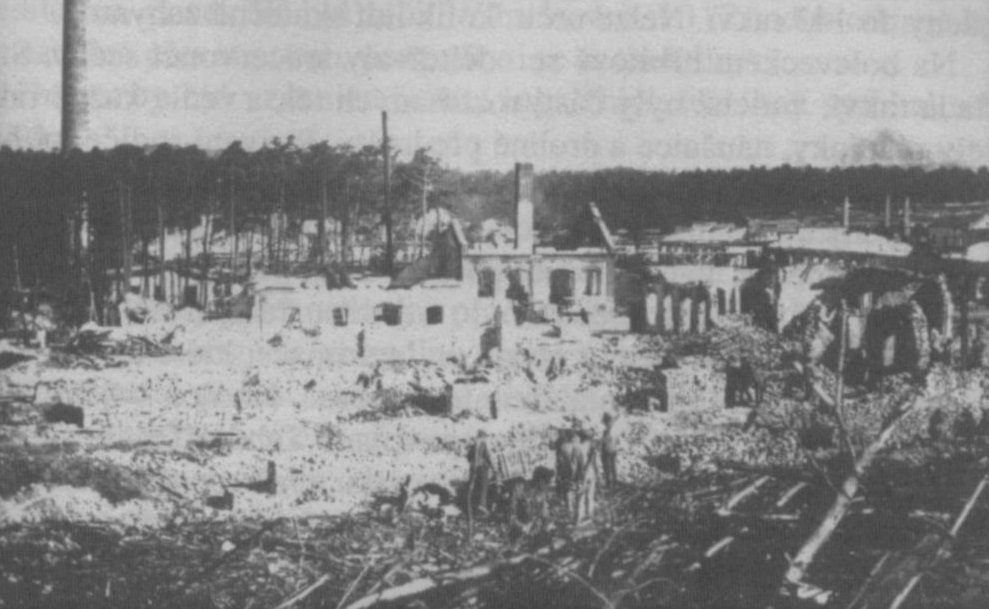
Následky bolevecké katastrofy

Dne 25. května 1917 došlo v muniční továrně Škodových závodů (v lesích severně od Bolevce) k mohutnému výbuchu, označovanému jako bolevecká katastrofa. Událost inspirovala Karla Čapka k napsání románu Krakatit.

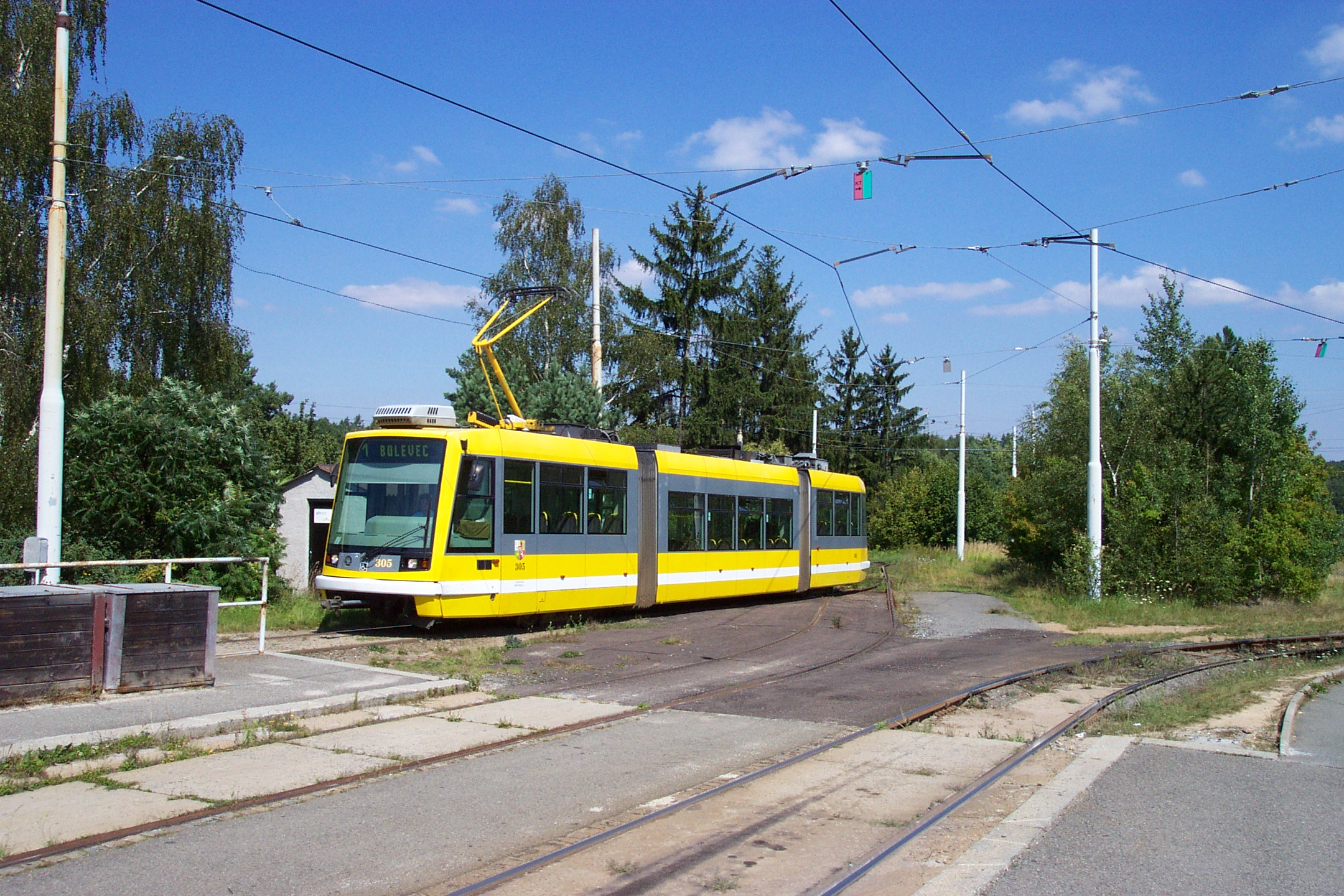
Konečná stanice tramvaje č. 1

V roce 1952 zemědělce v Bolevci ovlivnilo založení Jednotného zemědělského družstva. Polnosti však musely ustoupit nově vznikajícím sídlištím, a proto bylo JZD v roce 1976 zrušeno. Pokračující bytová výstavba v letech 1975–1982 podle projektu Ing. arch. Jaroslavy Gloserové téměř pohltila historické jádro obce a tradiční vazby na krajinu byly přerušeny.
V roce 1964 byl Bolevec začleněn do městského obvodu Plzeň 1. Roku 1980 byl zahájen provoz tramvajové trati Bory–Košutka, obsluhující i západní část Bolevce. V roce 1990 začaly jezdit tramvaje i na trati Slovany–Bolevec (trať byla stavěna v letech 1983–1986).
Dne 22. září 1995 bylo původní jádro vsi Bolevec prohlášeno za vesnickou památkovou zónu.

## Popis čtvrti
Původní jádro vsi Bolevec zůstalo zachováno v bloku mezi ulicemi Plaská, Studentská, Kaznějovská a Nýřanská. Severně i západně od něj se nachází moderní panelová sídliště Bolevec a Košutka, budovaná od roku 1975. Směrem k jihu se rozprostírá sídliště Lochotín. Východně od Plaské ulice se pak nachází jen několik bloků rodinných domů (Zavadilka) a na ně navazující rekreační zóna kolem Velkého boleveckého rybníka. Devět usedlostí zbudovaných roku 1825 mezi železniční tratí a Velkým rybníkem se označuje jako Malý Bolevec.

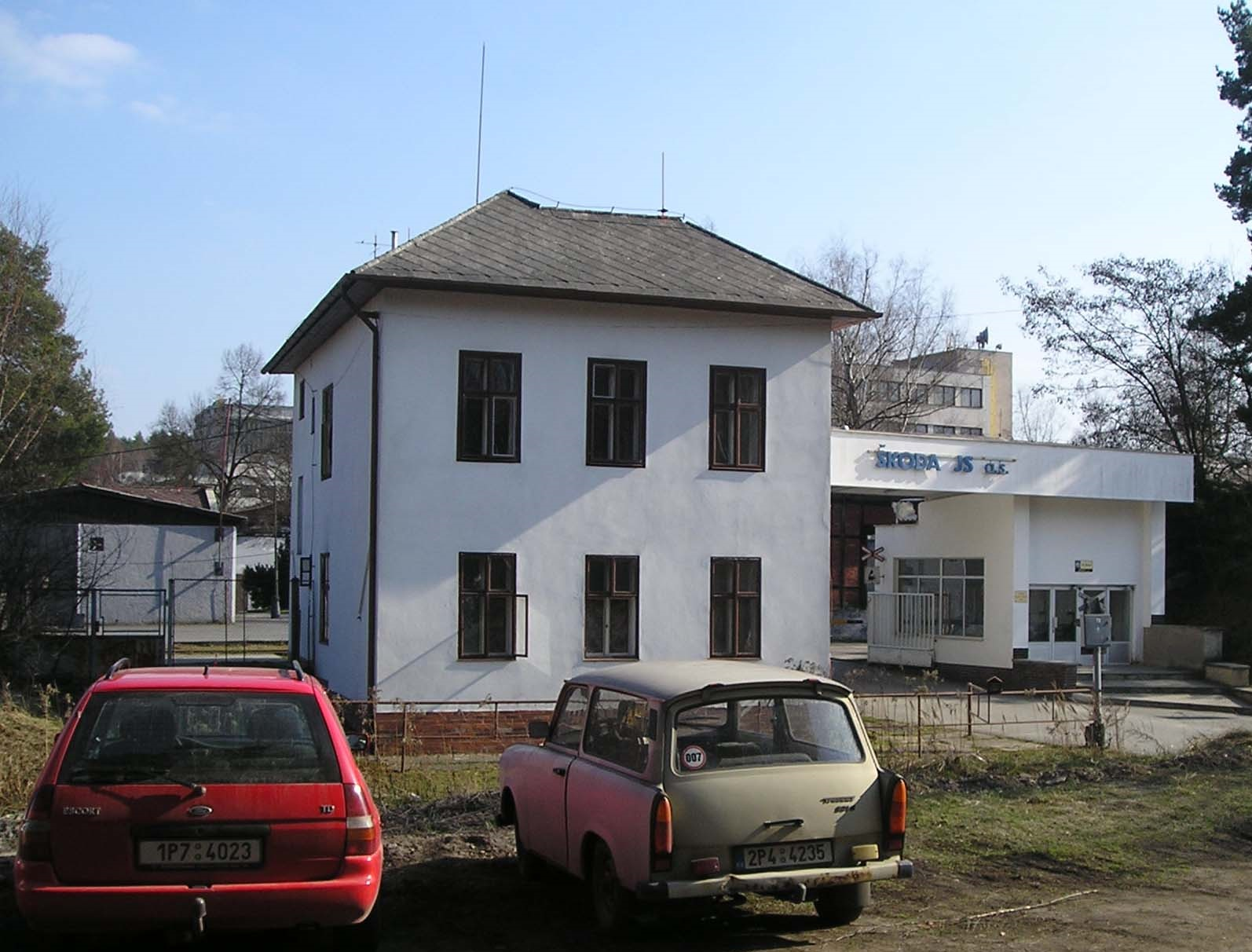
Vstupní brána Škoda JS

Zemědělský charakter Bolevce po připojení k Plzni a výstavbě sídlišť téměř vymizel. Rozsáhlejší úseky orné půdy zůstaly zachovány pouze v okolí Velkého boleveckého rybníka, zejména v jeho jižním sousedství. Hospodářské využití Boleveckých rybníků i lesů ustoupilo do pozadí – celá oblast je přednostně využívána k rekreaci. Také těžba uhlí a pískovce byla zastavena. K významným průmyslovým podnikům však patří areál Škoda JS, fungující od roku 1956 v areálu bývalého muničního závodu Škodových závodů při severním okraji katastru Bolevec.

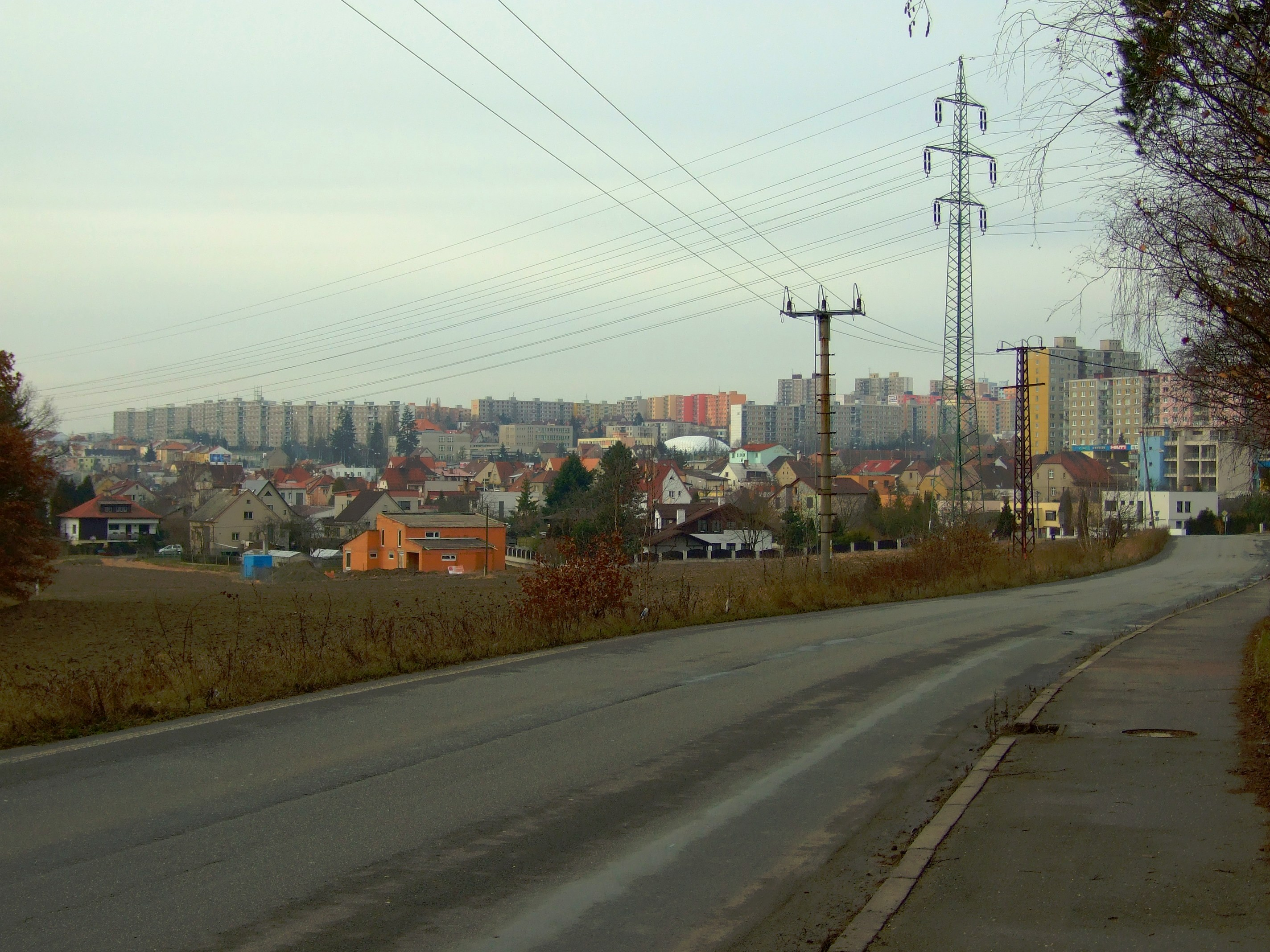
Starý Bolevec a okolní sídliště od severovýchodu

Sídliště doplňují mimo obchodních domů také početné školky a školy (46. MŠ, 87. MŠ, 90. MŠ, 91. MŠ, 1. ZŠ, 34. ZŠ, Bolevecká ZŠ, Gymnázium Františka Křižíka, VOŠ zdravotnická), základní umělecké školy i domov pro seniory. V budově 1. ZŠ sídlí pobočka Knihovny města Plzně. Severně od budovy této školy bylo postaveno dětské dopravní hřiště. Součástí základních škol jsou velká sportovní hřiště, která dále doplňuje Sportovní areál Prokopávka mezi Seneckým a Velkým boleveckým rybníkem a také pumptrack u Třemošenského rybníka. Turistické cesty v okolí Boleveckých rybníků doplňují četné venkovní posilovny.

### Přírodní podmínky
Bolevec leží v Hornobřízské pahorkatině, která je součástí Plaské pahorkatiny. Nadmořská výška dosahuje nejnižších hodnot při hrázi Velkého boleveckého rybníka (310 m n. m.) a směrem k severu i západu stoupá až ke 400 m n. m. Nejvyšší bod katastru Bolevec (425 m n. m.) se nachází  na hranicích s Chotíkovem nad rozvodnou v Krašovské ulici.

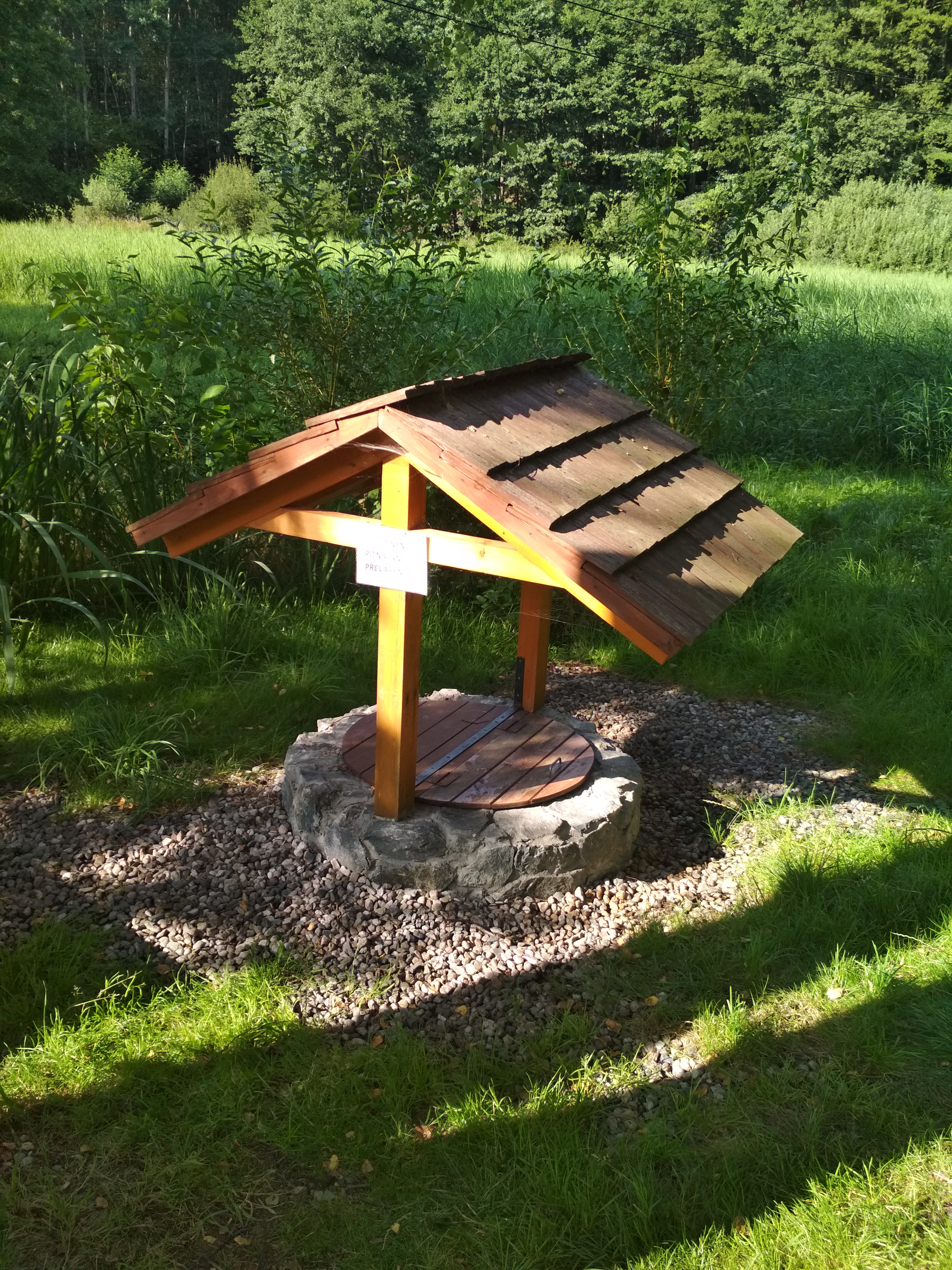
Pramen Petrovka při východní hranici rezervace Petrovka

Geologické podloží Bolevce tvoří zejména sedimentární horniny mladších prvohor (karbon, perm) – pískovce a arkózy, slepence, prachovce či jílovce. V karbonu zde místy vznikala i nevelká ložiska černého uhlí. Ve čtvrtohorách byly v pásu od Velkého rybníka ke Košutce uloženy větrem unášené spraše. Pískovce, uhlí i spraš (cihlářská hlína) se v 19. – 20. století v Bolevci i v okolí intenzivně těžily.
Téměř celý katastr náleží povodí Boleveckého potoka, který pramení na jihovýchodním svahu vrchu Krkavec. Tento potok napájí soustavu Boleveckých rybníků a následně se vlévá od severu do Berounky jako její první, levostranný přítok. I přes zásadní změny krajiny ve 20. století přetrvávají v Bolevci některé prameny, jako je Studánka Petrovka nebo pramen na Bolevecké návsi.  
Bolevec se v rámci podnebí České republiky nachází v mírně teplé klimatické oblasti MT11. Celkový roční úhrn srážek činí 450–500 mm, průměrná roční teplota dosahuje 9–10°C. Detailní informace o lokálních podmínkách získává meteorologická stanice, umístěná od roku 1959 v Arboretu Sofronka. Nejvyšší teplota (40,1°C) byla naměřena v roce 1983, zatímco nejnižší hodnota (– 28 °C) byla zjištěna roku 1985.
Půdy jsou spíše chudé a písčité. Původně v oblasti rostly zejména borové doubravy, v okolí vodních toků se vyskytovaly lužní lesy s olšemi a jasany. Místy se vyskytovala drobná rašeliniště. Zatímco jižní část katastru Bolevec tvoří od 2. poloviny 20. století téměř souvislá obytná zóna, na severu na ni navazují rozsáhlé lesy s ceněným místním ekotypem borovice lesní, doplněné několika chráněnými územími (Kamenný rybník, Petrovka, Doubí). Velký význam pro místní přírodu má jedinečná pozně gotická soustava Boleveckých rybníků, která poskytuje prostor pro množství vlhkomilných a vodních rostlin i živočichů, především ptáků.

### Doprava
Bolevec má dobrou dopravní obslužnost. Plaská ulice je součástí silnice I/27 a svým umístěním kopíruje původní císařskou cestu směrem na Žatec a do Saska z roku 1847. Východně od ní probíhá též železniční trať Plzeň–Žatec. Plaskou ulicí projíždí ve směru sever–jih tramvajová linka č. 1, jejíž konečná stanice se nachází při Třemošenském rybníku. Západní část Bolevce je přístupná ze souběžné tramvajové linky č. 4, jejíž konečná stanice je umístěna na severu Gerské ulice. Městská hromadná doprava je dále zajišťována autobusy č. 30 a 34.

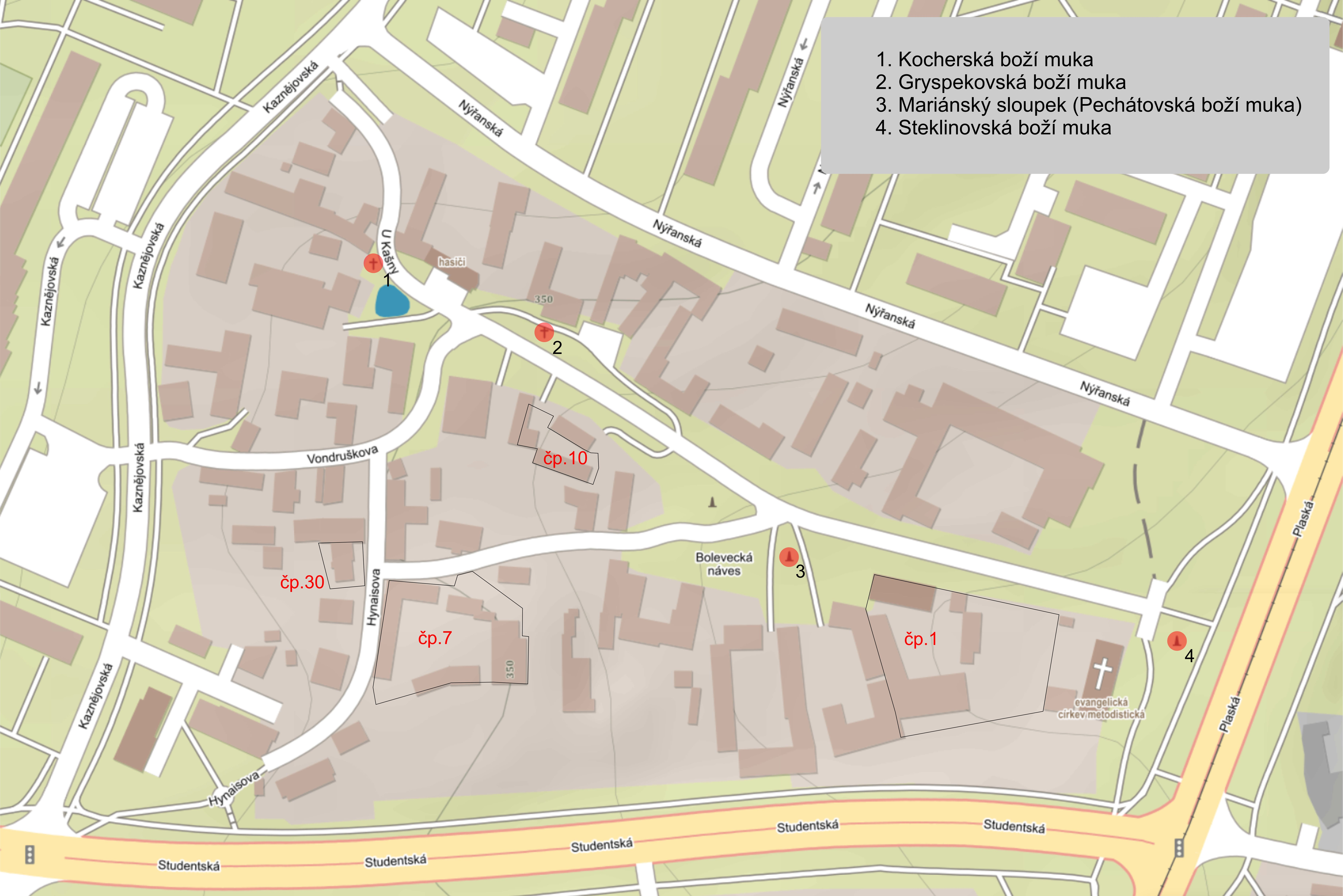
Mapa památkové zóny Bolevec s vyznačením chráněných kulturních památek

## Pamětihodnosti

### Starý Bolevec

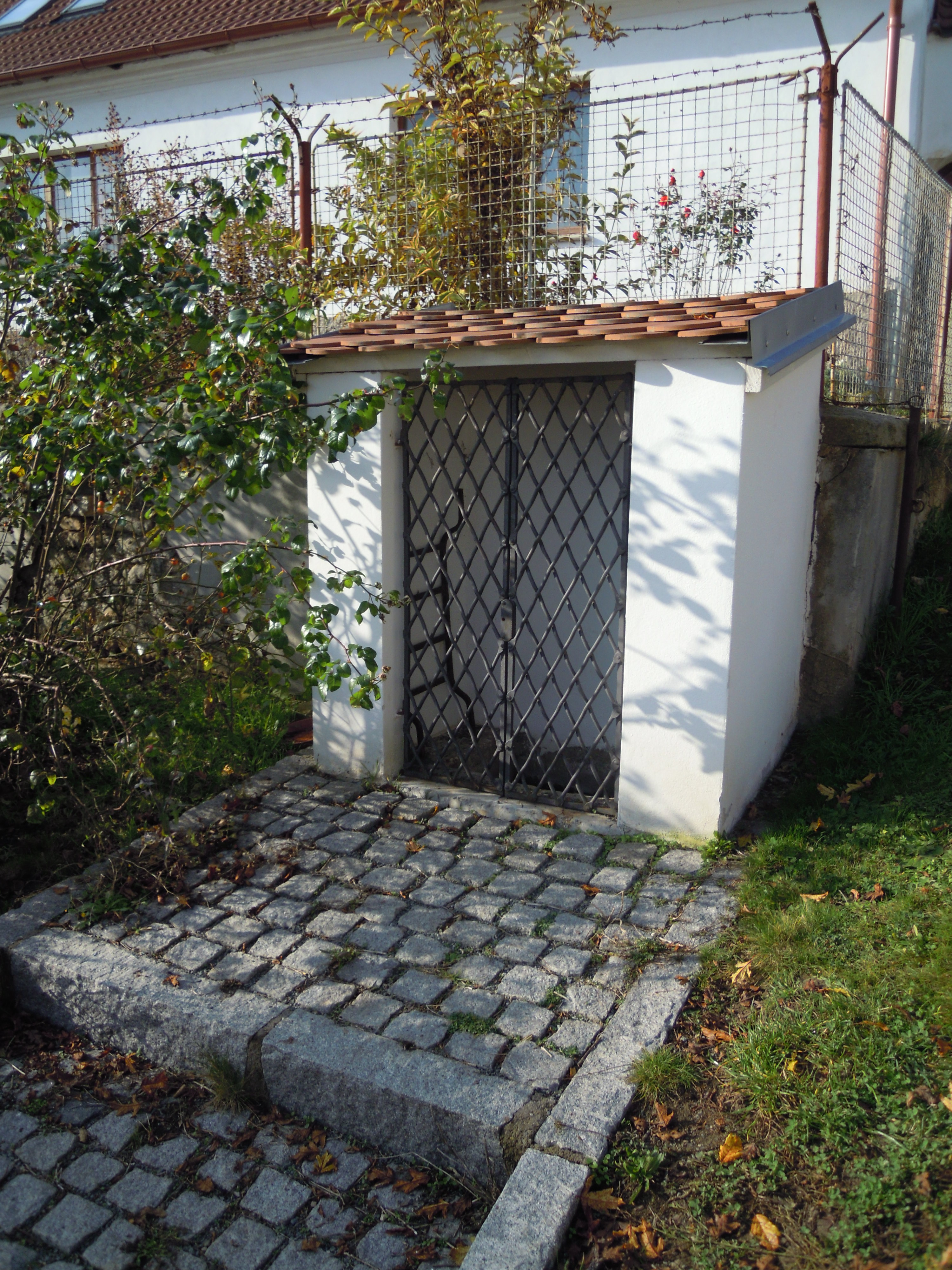
Pramen před domem čp. 12

I přes okolní panelové sídliště zůstává Bolevec nadále cenným a jedinečným urbanistickým celkem s výraznými doklady lidové architektury. V roce 1995 bylo dochované historické jádro prohlášeno chráněnou památkovou zónou lidové architektury. Památkově chráněné jsou usedlosti čp. 1 a 7 a domy čp. 10 a 30. Postupnému obnovování památných míst v Bolevci i v blízkém okolí se od roku 2000 věnuje Spolek boleveckých rodáků.
Rozlehlá bolevecká náves je umístěná v mírném svahu a má přibližně trojúhelníkový půdorys, s širší částí na západě. Zde také vyvěrá pramen, který mohl sloužit jako prvotní zdroj vody při zakládání obce. V jeho těsném sousedství byl zřízen drobný rybníček. Velké statky v jižní, severovýchodní a západní části byly postupně doplněny drobnějšími usedlostmi a chalupami. Menší objekty (mezi nimi i obecní pastouška, kovárna, kaple a škola) zaplnily nakonec i střed návsi.
Převážná část objektů pochází z 18.–20. století, při výstavbě byly ovšem použity fragmenty starších, někdy i pozdně středověkých domů. Většina z historických budov byla provedena v duchu lidového klasicismu. Hlavním stavebním materiálem byl pískovec, který se těžil například kolem kostela Všech svatých na Roudné. Až koncem 19. století se ve větší míře uplatnily ve zdivu i cihly. Ještě v druhé polovině 19. století měly některé objekty roubenou konstrukci, dodnes se však dochovaly pouze v domech čp. 7, 10 a 30. Částečně roubenou světnici má též usedlost čp. 1. Střechy byly obvykle pokryté došky a jen vzácně šindelem. Až na počátku 20. století je vytlačily bezpečnější (nehořlavé) krytiny z pálených tašek. Došková střecha zůstala zachována jen u obytného stavení čp. 1.

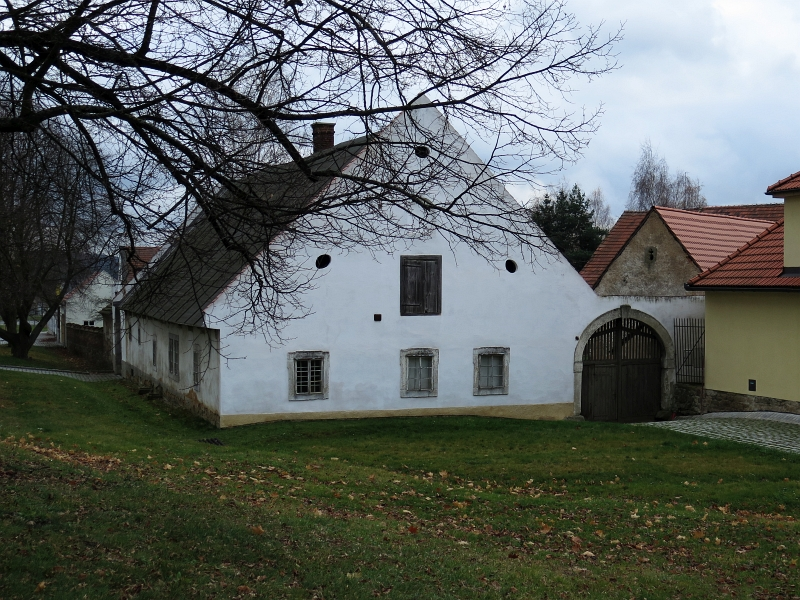
Obytný dům usedlosti čp. 1

Historickému jádru Bolevce dominuje usedlost čp. 1, neboli selský statek „U Matoušů“, který je cenným dokladem vesnické architektury na Plzeňsku. První zmínka o tomto dvoře pochází z roku 1635, ačkoliv usedlost je zřejmě výrazně starší. Na přelomu 18. a 19. století prošel statek výraznými stavebními úpravami, roku 1809 byl postaven nový obytný dům, asi o dvě desetiletí později také nová sýpka a stodola. K roku 1839 jsou doloženy současné objekty chléva a stájí. Po únorových změnách v roce 1948 usedlost převzalo místní JZD a statek sloužil do poloviny 70. let pro chov selat a prasat i jako skladiště požární techniky. Postupně chátral, ovšem současně se díky tomu dochoval v původním stavu bez mladších stavebních zásahů. Kompaktně zachovaná, mimořádně hodnotná usedlost klasicistního původu nemá svojí zachovalostí obdoby nejen na Plzeňsku, ale i v širší oblasti českého západu. Již od 3. května 1958 byl statek památkově chráněný. V devadesátých letech 20. století byl vrácen původním majitelům. V roce 2004 město Plzeň usedlost vykoupilo a roku 2007 předalo do správy Národního památkového ústavu, územního odborného pracoviště v Plzni. Dne 1. července 2008 byl statek prohlášen národní kulturní památkou. Od srpna roku 2019 probíhala obnova dvora, aby mohl být tento mimořádně hodnotný objekt zpřístupněn veřejnosti. Po rekonstrukci se statek návštěvníkům otevřel na začátku června 2021.

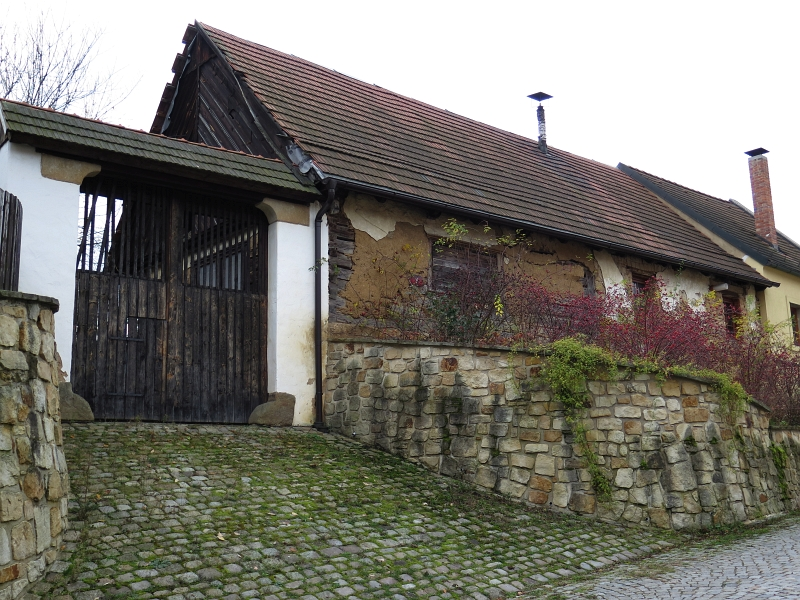
Obytný dům usedlosti čp. 7

Druhou památkově chráněnou usedlostí v Bolevci je čp. 7, rovněž jeden z nejbohatších statků ve vsi. Památková ochrana se na usedlost vztahuje od 28. července 1992. Dvůr tvoří obytné stavení, chlévy, sýpka, stodola a bývalý výměnek. Obytné stavení – trojdílný dům komorového typu – je z větší části roubené a omazané, pouze černá kuchyně ve středním dílu je zděná. Štít domu je bedněný lomenicí. Stejně jako u usedlosti čp. 1 se pod obytným stavením (v jeho západní části) nachází rozlehlé, valeně klenuté sklepy, tvořené hlavní prostorou a dvěma krátkými příčnými křídly. Sestupuje se do nich schodištěm v zápraží. Vstupy rámují druhotně osazené, pozdně gotické portály s půlkruhovou archivoltou.

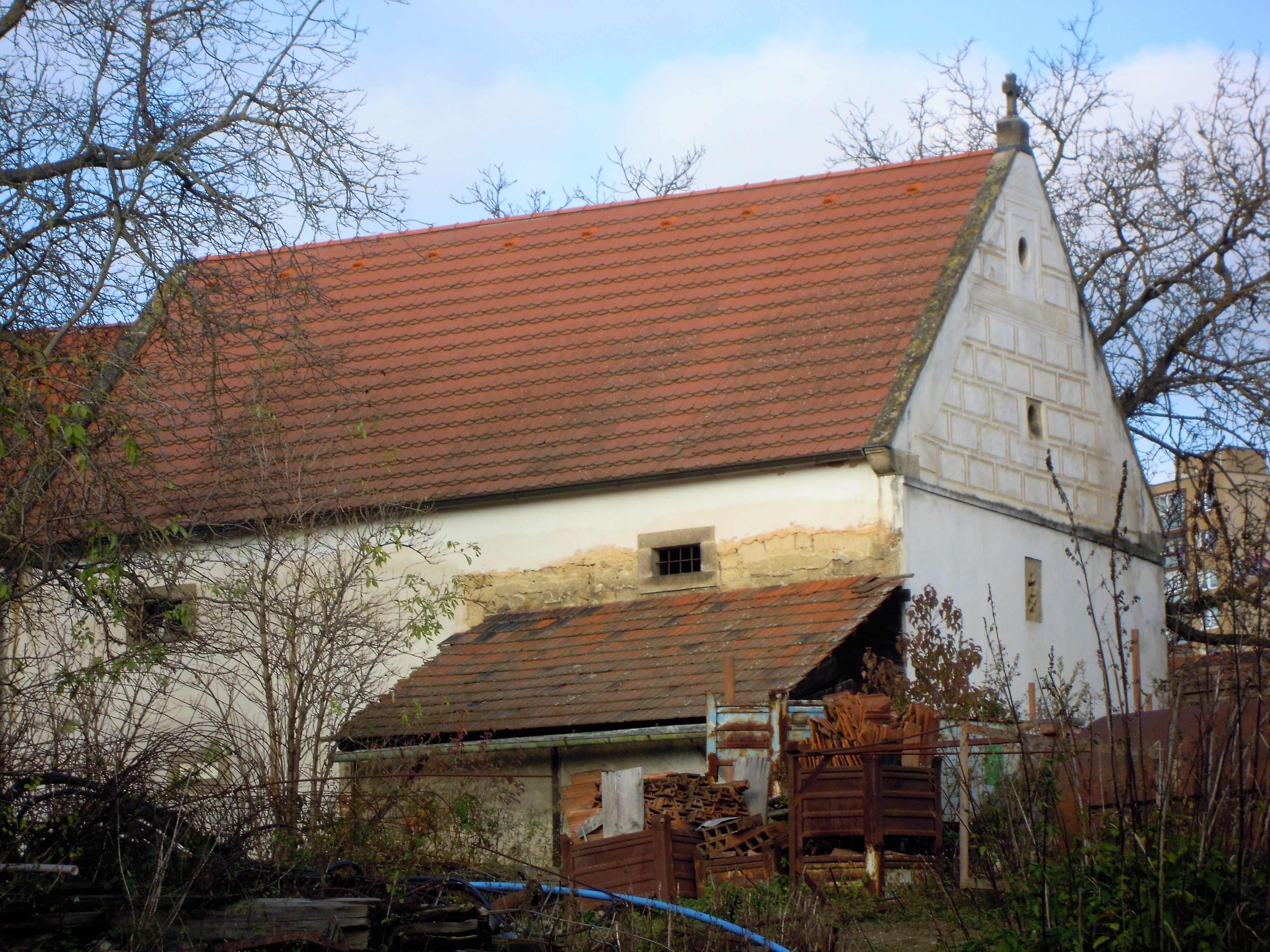
Sýpka usedlosti čp. 7 se zdobeným štítem

Jižní stranu dvora zaujímá unikátní zděná patrová sýpka, jejíž původ lze klást již do druhé poloviny 16. století nebo nejpozději k době kolem roku 1600. Kromě kamenných kruhových ostění větracích okének se na východním štítu dochovala i původní sgrafitová výzdoba. Pod ní se nachází též druhotně osazené štěrbinové okénko. Objekt byl na počátku 19. století klasicistně upraven, mimo jiné byl vrchol štítu opatřen kamennou deskou a křížkem. Podle data na klenáku vstupního portálu se tak stalo v roce 1818.
Rovněž v pilířích vjezdu v jihozápadním koutě dvora se dochovaly okosené pískovcové kvádry, které by mohly pocházet až ze 16. století. Chlévy mají také starší základ, byly ovšem radikálně upraveny ve druhé polovině 19. století.

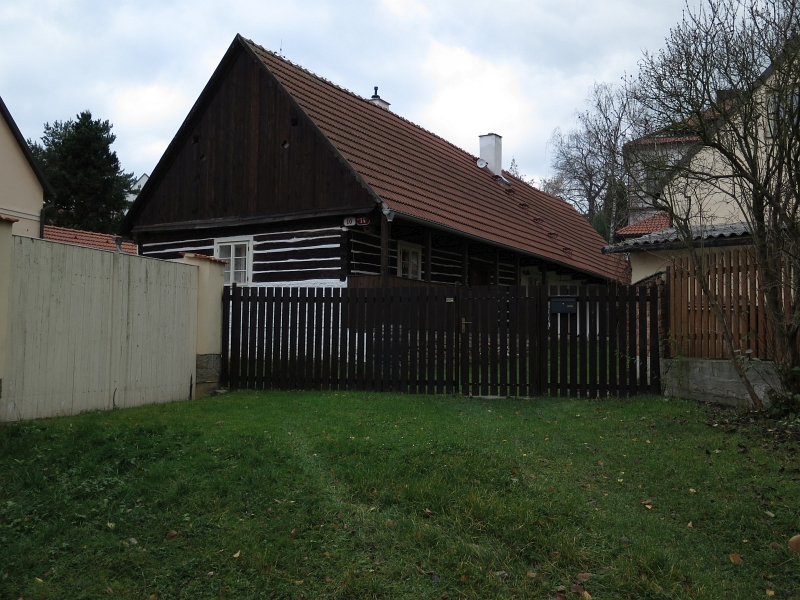
Dům čp. 10

Jediným obytným domem s přiznaným (neomítnutým) roubením ve starém Bolevci je dům čp. 10 ve středu návsi, který je památkově chráněný od 12. května 2006. Jedná se o mimořádně hodnotný dům s dochovanou trojdílnou dispozicí, pocházející zřejmě ještě z druhé poloviny 18. století. Roubená část patří obytným prostorám, zatímco hospodářské části (černá kuchyně, komora) jsou zděné. Sedlová střecha mírně přesahuje obvodovou zeď a vytváří tak kryté zápraží. Krovy hambalkového typu se stojatými stolicemi jsou patrně mladší než vlastní dům, asi z poloviny 19. století. V interiéru se dochovala černá kuchyně a v přilehlé stěně i krbeček k přihřívání potravin.

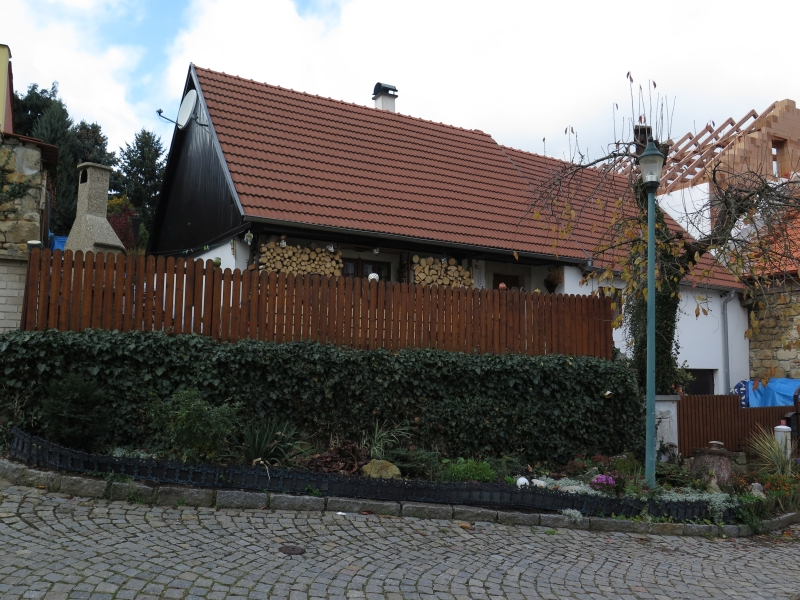
Dům čp. 30

Původní dispoziční řešení venkovského domu zůstalo zachováno v domě čp. 30 v Hynaisově ulici. Od 10. dubna 2007 je objekt památkově chráněný. Přízemní, částečně podsklepený dům z přelomu 18. a 19. století má pod omítkou dochovanou roubenou uliční a štítovou stěnu. Trám v hlavní světnici nese spolu s iniciálami tehdejšího majitele datum 1800. Černá kuchyně byla zrušena, dochoval se ovšem krbeček na přihřívání potravin. Do domu se vstupuje kamenným klasicistním portálem. Kamenný portál rámuje rovněž vstup do sklepa. Střechu původně tvořily došky, ovšem v současnosti je nahradila pálená střešní krytina.

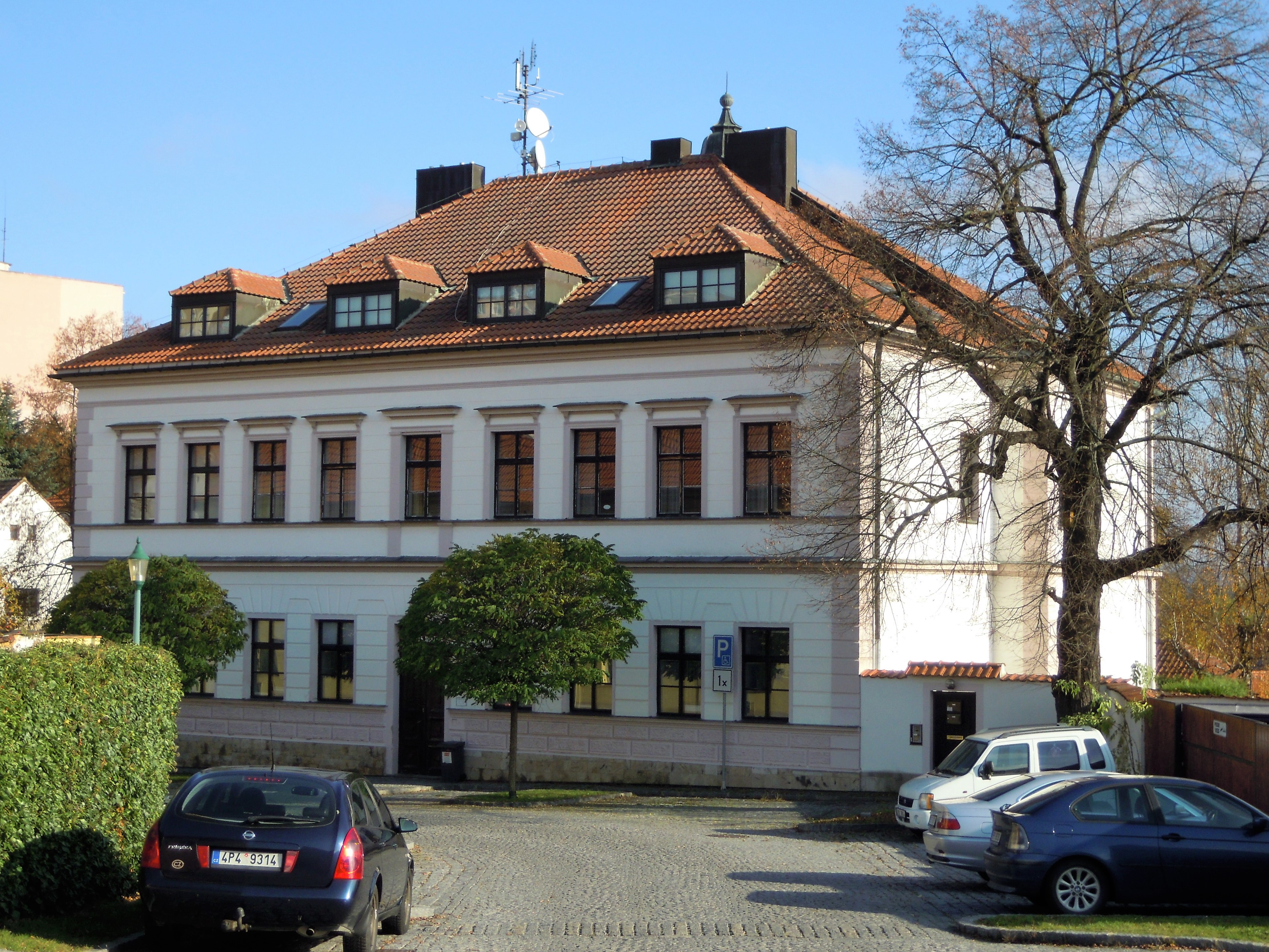
Budova staré školy (čp. 9) z roku 1893

Středověké kamenné ostění bylo v roce 1976 zachyceno ve vstupu do valeně klenutého sklepa pod domem čp. 53 v ulici U Kašny. Druhotně použité části středověkých ostění byly zjištěny i ve zdivech usedlostí čp. 12, 19.

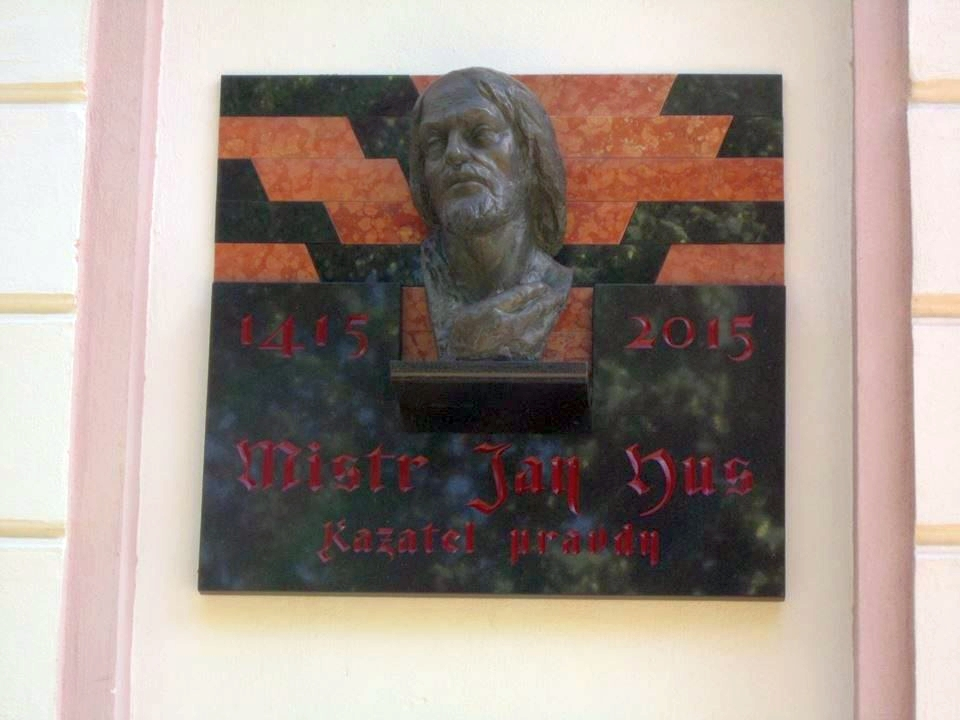
Busta Mistra Jana Husa na budově staré školy

Mezi jednotlivými usedlostmi vyčnívá budova staré bolevecké školy (čp. 9) z roku 1893. První škola byla zřízena již roku 1811 v domě čp. 34, tehdy jako nejstarší česká škola v západních Čechách. Ani Plzeň až do roku 1819 českou školu neměla, a proto některé měšťanské děti chodily do Bolevce. Zmíněný dům čp. 34 měl jen dvě místnosti – učebnu a byt pro učitele. Pro stále rostoucí počet dětí tak brzy přestal vyhovovat a bylo nutno přikročit ke stavbě nové školy, kterou prováděla firma Müller a Kapsa. Nová školní budova čp. 9 měla již čtyři učebny, roku 1898 pak byly přistavěny ještě další dvě výukové místnosti. Ani tento výstavný objekt však záhy nestačil pokrývat potřeby stále rostoucího počtu boleveckých obyvatel. Proto bylo 2. března 1930 rozhodnuto o stavbě nové, moderní školní budovy (dnes Bolevecká základní škola). Původní školní budova pak sloužila potřebám mateřské školy i obecního úřadu. V roce 2015 byla na fasádu umístěna busta Mistra Jana Husa od Jaroslava Šindeláře u příležitosti 600. výročí upálení.
V prostoru starého Bolevce se nachází rovněž památkově chráněná boží muka. Na současná místa byla přenesena z blízkého okolí v souvislosti s výstavbou panelových domů:
- Nejstarší jsou ceněná Gryspekovská boží muka z roku 1606. Původně stála v místech dnešní křižovatky ulic K Prokopávce a U Velkého rybníka. V roce 1981 byla při automobilové nehodě povalena a poškozena. Dlouhou dobu pak ležela bez povšimnutí v příkopu, až roku 1985 byla osazena na současné místo před domem čp. 16. Jedná se o jedny z nejstarších dochovaných božích muk na území města Plzně. Podle pověsti je ze vzteku poničil neznámý člen rodu Gryspeků. Jsou vyrobena z pískovce a dosahují celkové výšky 295 cm. Na nízkém hranolovém soklu stojí osmihranný dřík, zakončený nápadnou, oble profilovanou hlavicí. Na ní je osazen hranolový kaplicový nástavec, zdobený slepými půlkruhovými nikami. Pouze čelní niku zdobí mělký reliéf Ukřižovaného. Boží muka na vrcholu zakončuje kotvový kříž. Na čelní straně dříku je pod hlavicí vytesaný letopočet 1606, na jeho pravé straně pak iniciály S.K.A.[28][29]
- Steklinovská boží muka pocházejí z roku 1666 a na současné místo před evangelickým kostelem byla přesunuta v roce 2000. Původně stála v místech dnešní Ledecké ulice, zazděná v ohradní zdi domu čp. 63. Celek je asi 490 cm vysoký, provedený z pískovce. Hranolový sokl stojí na třech kamenných stupních a na čelní ploše nese nápis „HONS STEKL MARKITA STEKLIN 1666“. Na sokl navazuje hladký sloup s hranolovou hlavicí, nesoucí kaplicový nástavec se slepými půlkruhovými arkádami. Na vrcholu božích muk je osazen kotvový kříž.[30][31]
- Mariánský sloupek před čp. 1, někdy zvaný Pechátovská boží muka pochází z roku 1690. Původně stál při silnici do Záluží u cesty k Šídlovskému rybníku a na současné místo byl přenesen v roce 1985. Sloup dosahuje i s vrcholovou soškou výšky asi 340 cm a je celý provedený z pískovce. Na odstupňovaném podstavci stojí hranolový sokl s vytesaným nápisem „IAN PECHAT KATERINA PECHAT TOWA 1690“. Na sokl navazuje hladký dřík sloupu. Na vrcholu je umístěna asi 40 cm vysoká socha Panny Marie s Ježíškem. Sloup byl v roce 2012 restaurován a soška pozlacená.[8][32][33]
- Kocherská boží muka stojí před domem čp. 12. Původně se nacházela ve spodní části vsi u stanice trolejbusů, roku 1985 však byla přenesena kvůli výstavbě panelového sídliště. Jsou celá provedená z pískovce a dosahují výšky 520 cm. Na dvou kamenných stupních stojí hranolový sokl s nápisem, datujícím boží muka do roku 1693. Na pravé boční straně soklu je další nápis, připomínající přenesení sloupu v roce 1841. Na abaku hlavice, nesoucím rovněž datum 1693, spočívá hranolový kaplicový nástavec, zdobený slepými půlkruhovými arkádami. Po levé i pravé straně je vyplňuje reliéf kříže, na čelní straně je místo kříže mělký výklenek s půlkruhovým zaklenutím a zadní strana je opatřena nápisem „ANDRE AS KOCH ER“. Kaplicový nástavec ukončuje kamenný kotvový křížek.[34][35]

Z dalších drobných památek v prostoru bolevecké návsi stojí za zmínku pomník obětem 1. světové války i dřevěné hasičské leziště. V Hynaisově ulici byl roku 2007 odhalen drobný památník Crofta Normana, anglického motocyklového závodníka, který v nedaleké Špálově ulici zahynul 28. srpna 1949 v průběhu 8. ročníku tehdy proslulého závodu Lochotínský okruh na stroji A.J.S 350.

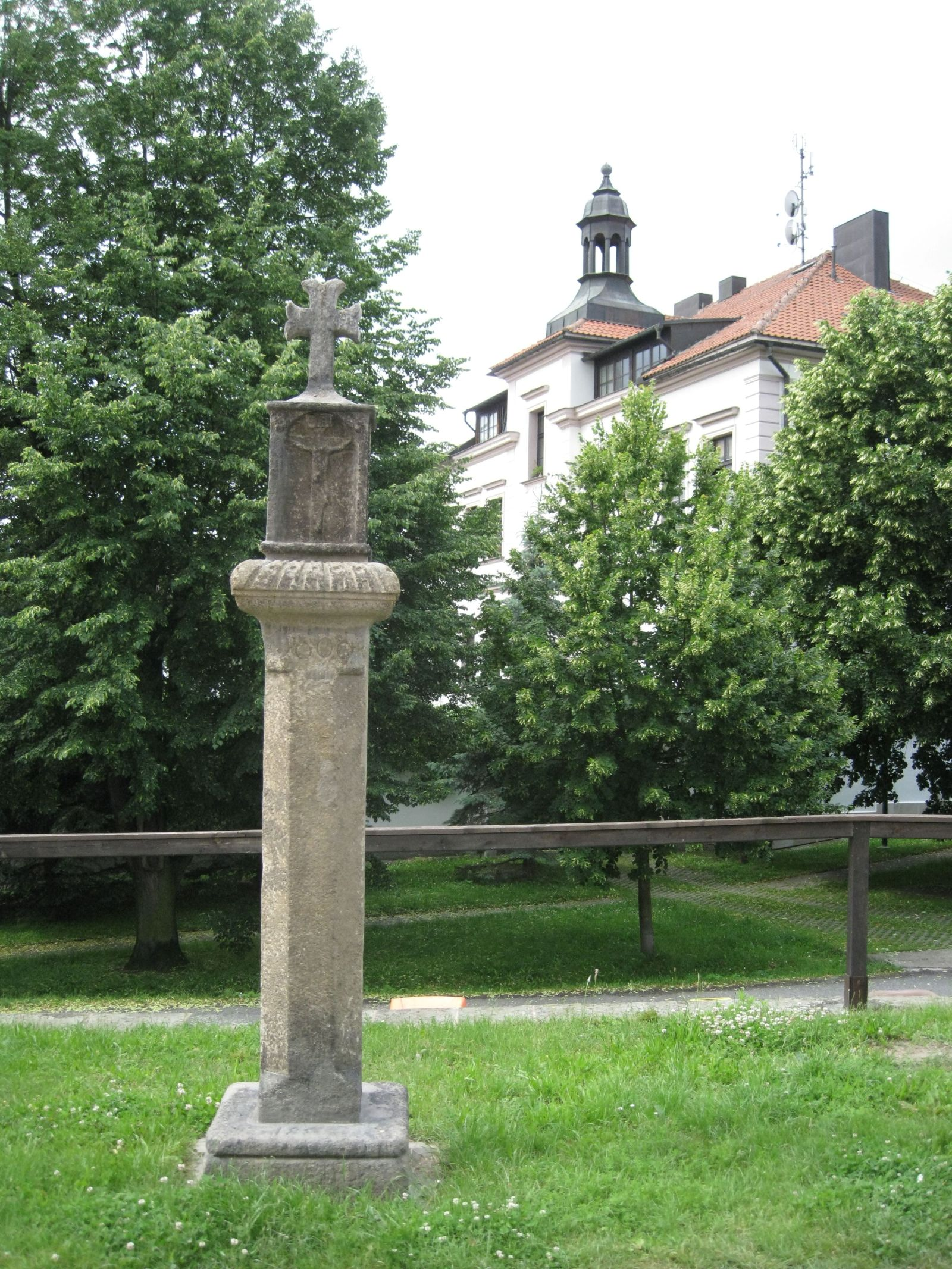
Gryspekovská boží muka
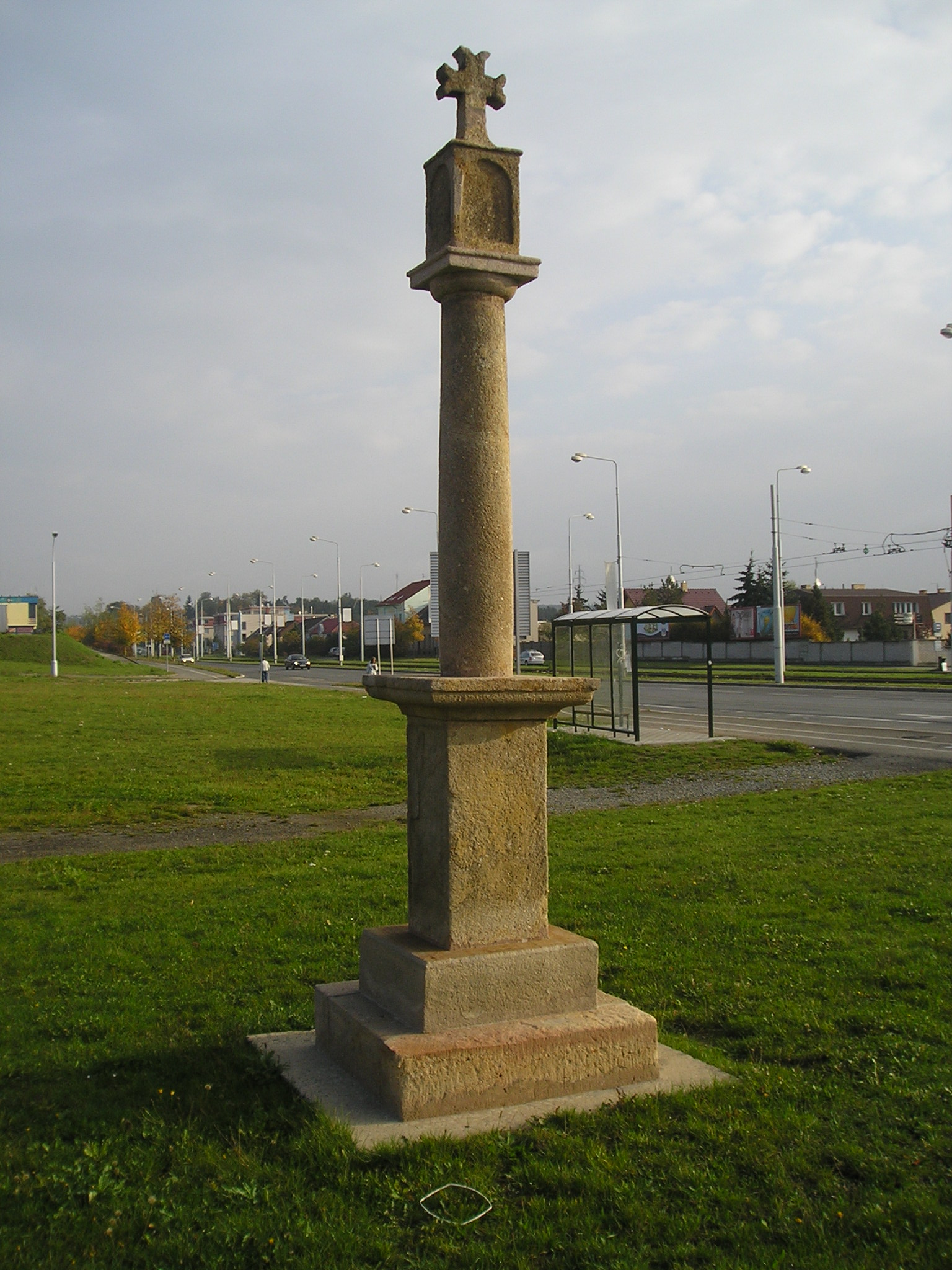
Steklinovská boží muka
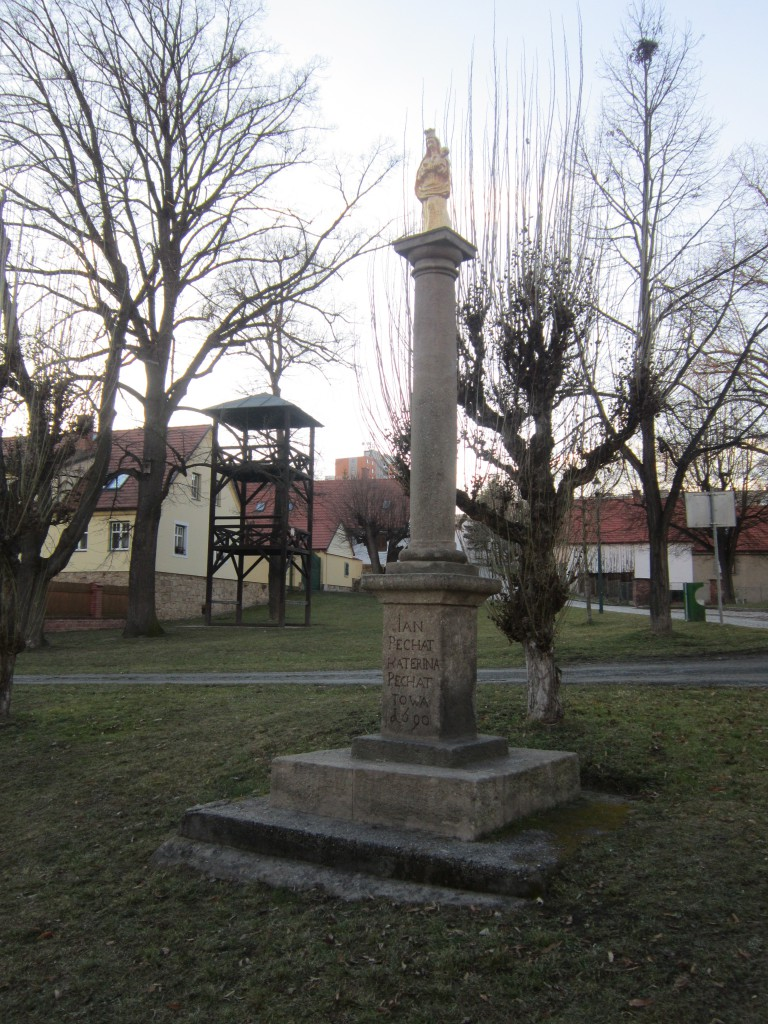
Mariánský sloupek a hasičské leziště
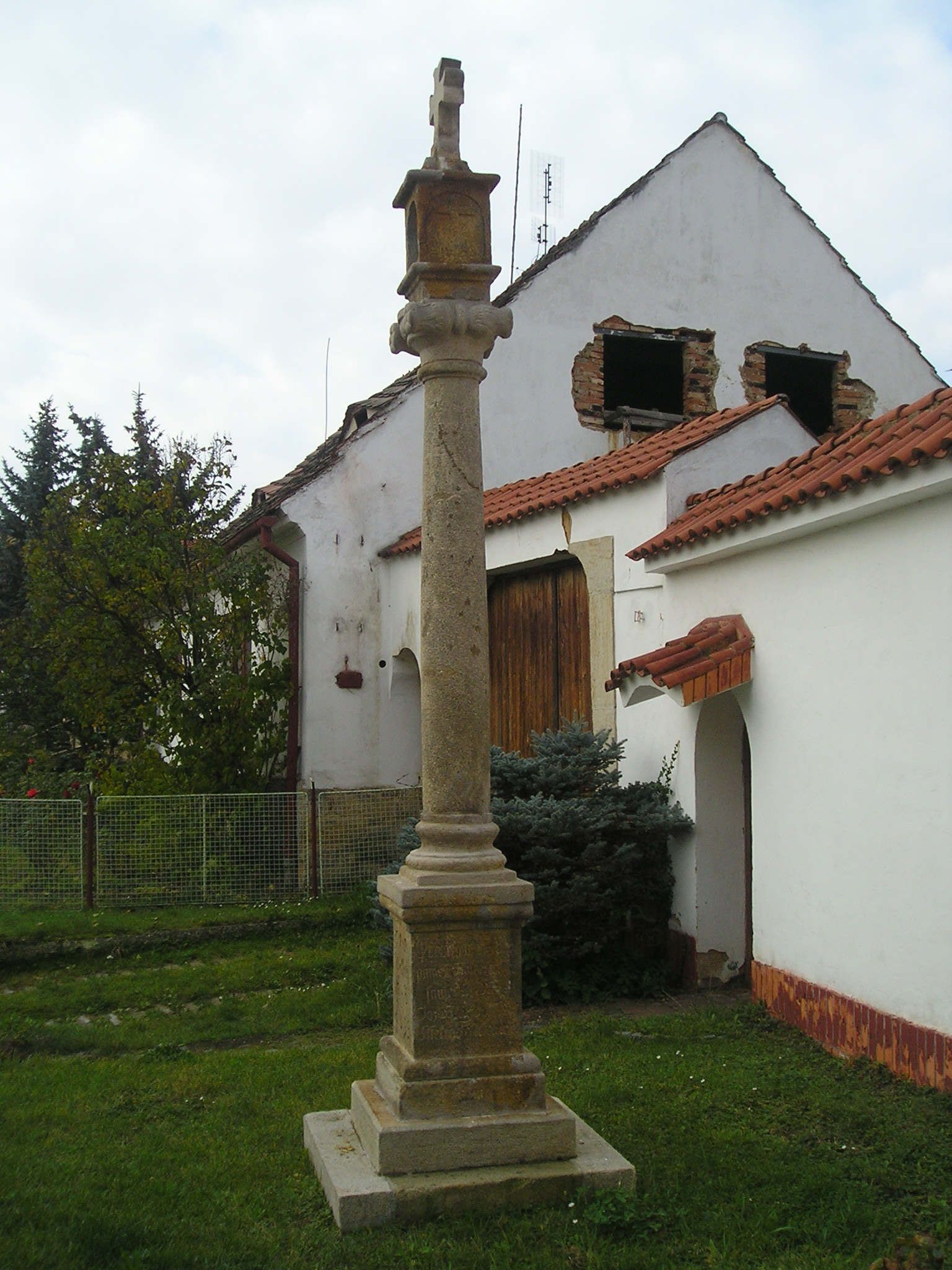
Kocherská boží muka
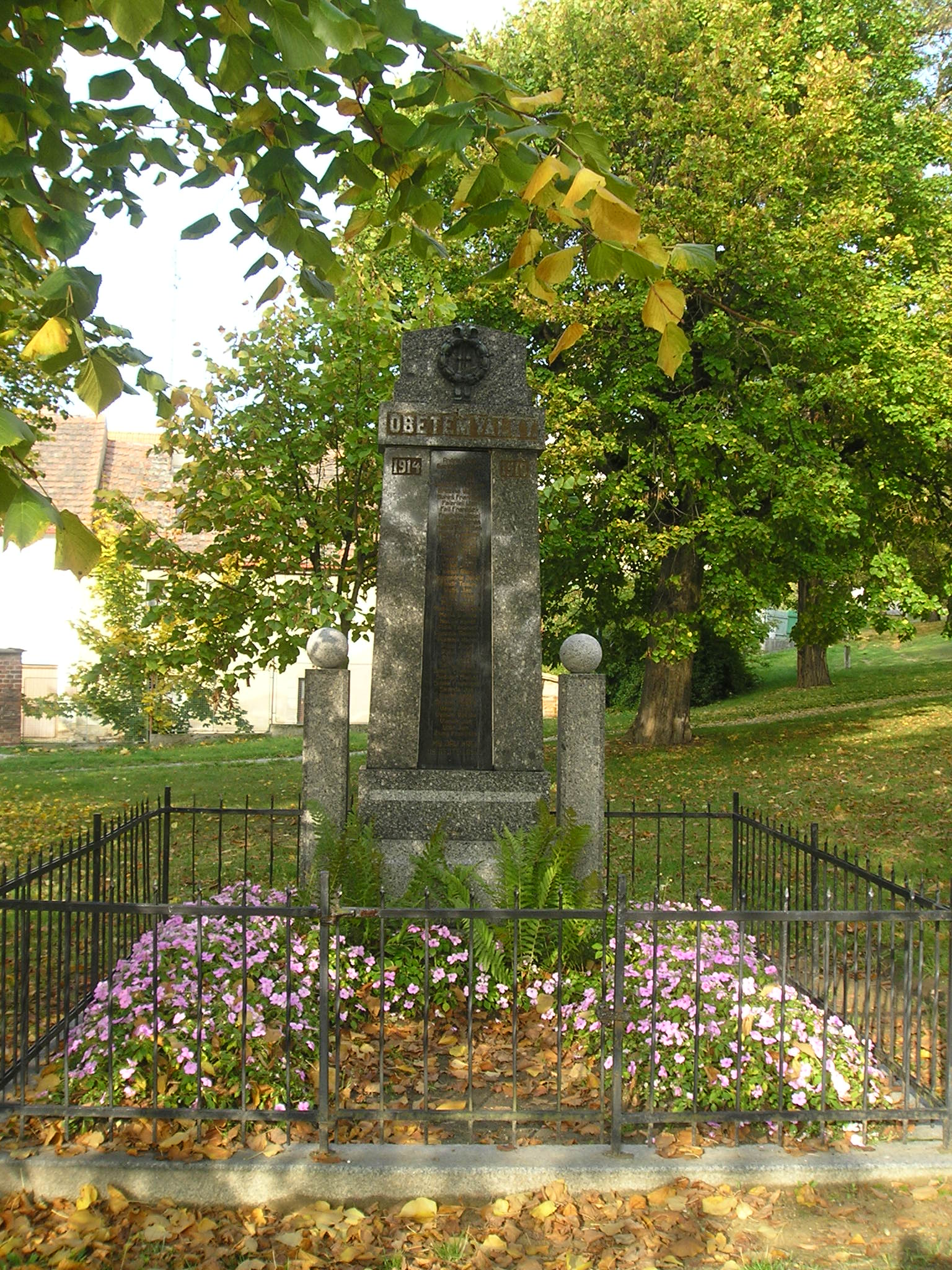
Pomník obětem první světové války
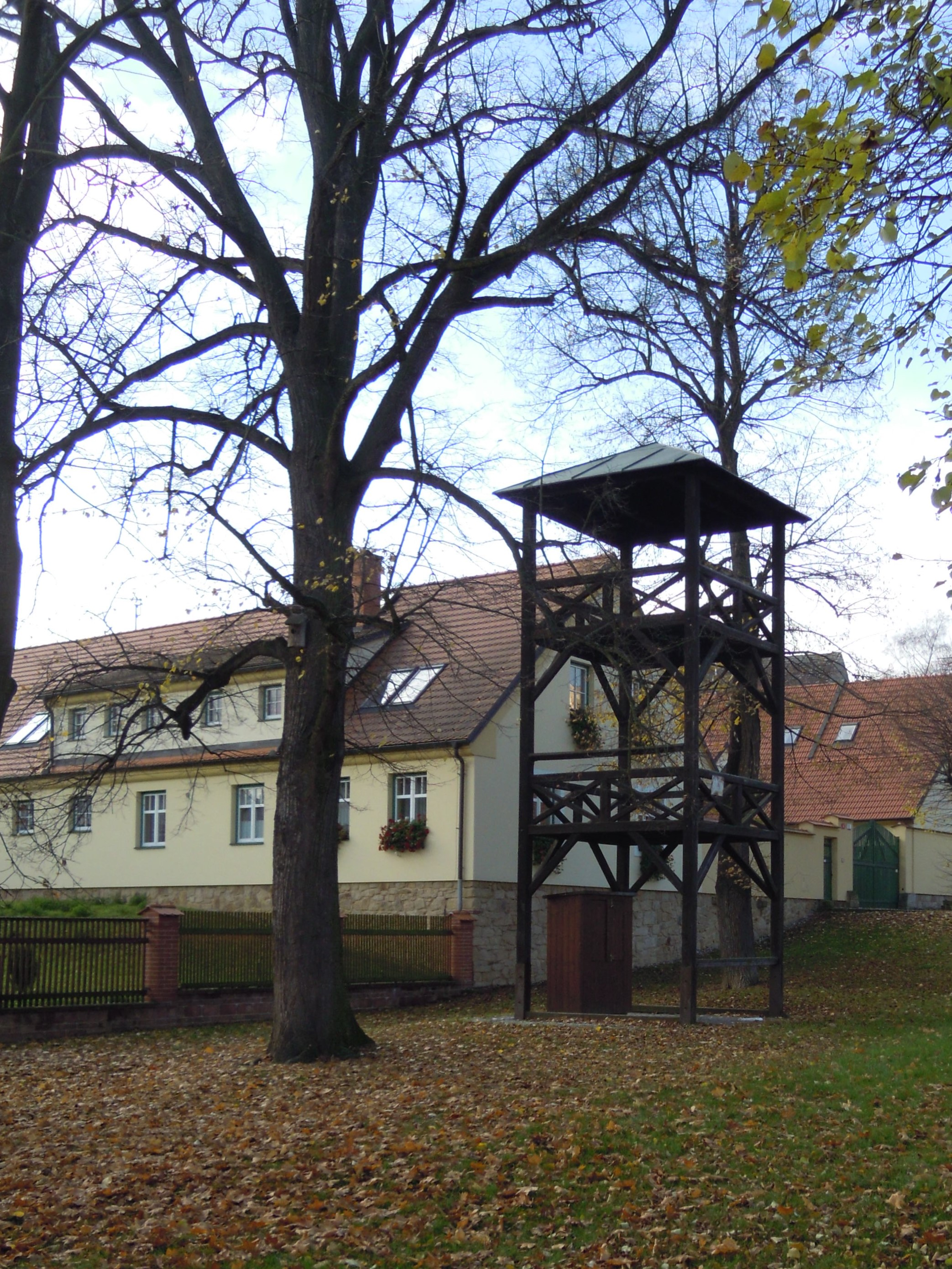
Hasičské leziště
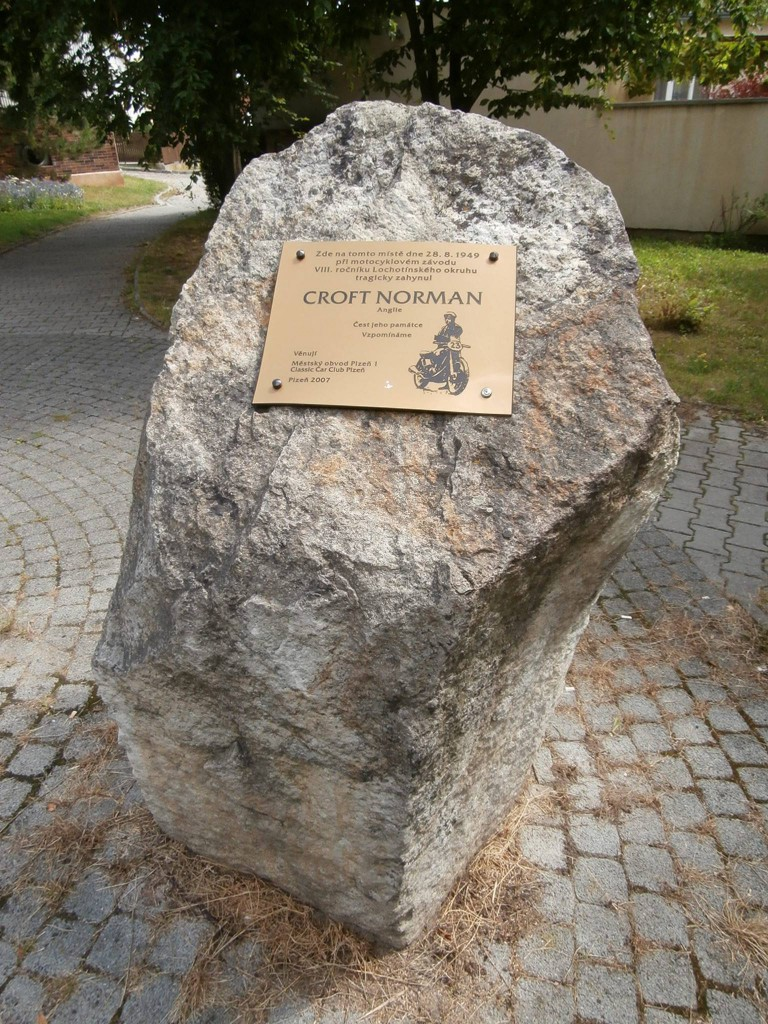
Pomník Crofta Normana

### Malý Bolevec
Jako Malý Bolevec se označuje několik historických usedlostí, zbudovaných v klasicistním stylu kolem roku 1825 při západním břehu Velkého boleveckého rybníka. Statky čp. 36, 39, 42 a 43 obklopují malou náves. Vjezdové brány (čp. 36, 42) nebo průčelí obytných domů (čp. 43, 97) zdobí malé niky se soškami svatých. Před čp. 97, které se nachází stranou od návsi, stojí dřevěný kříž s motivem Ukřižování.

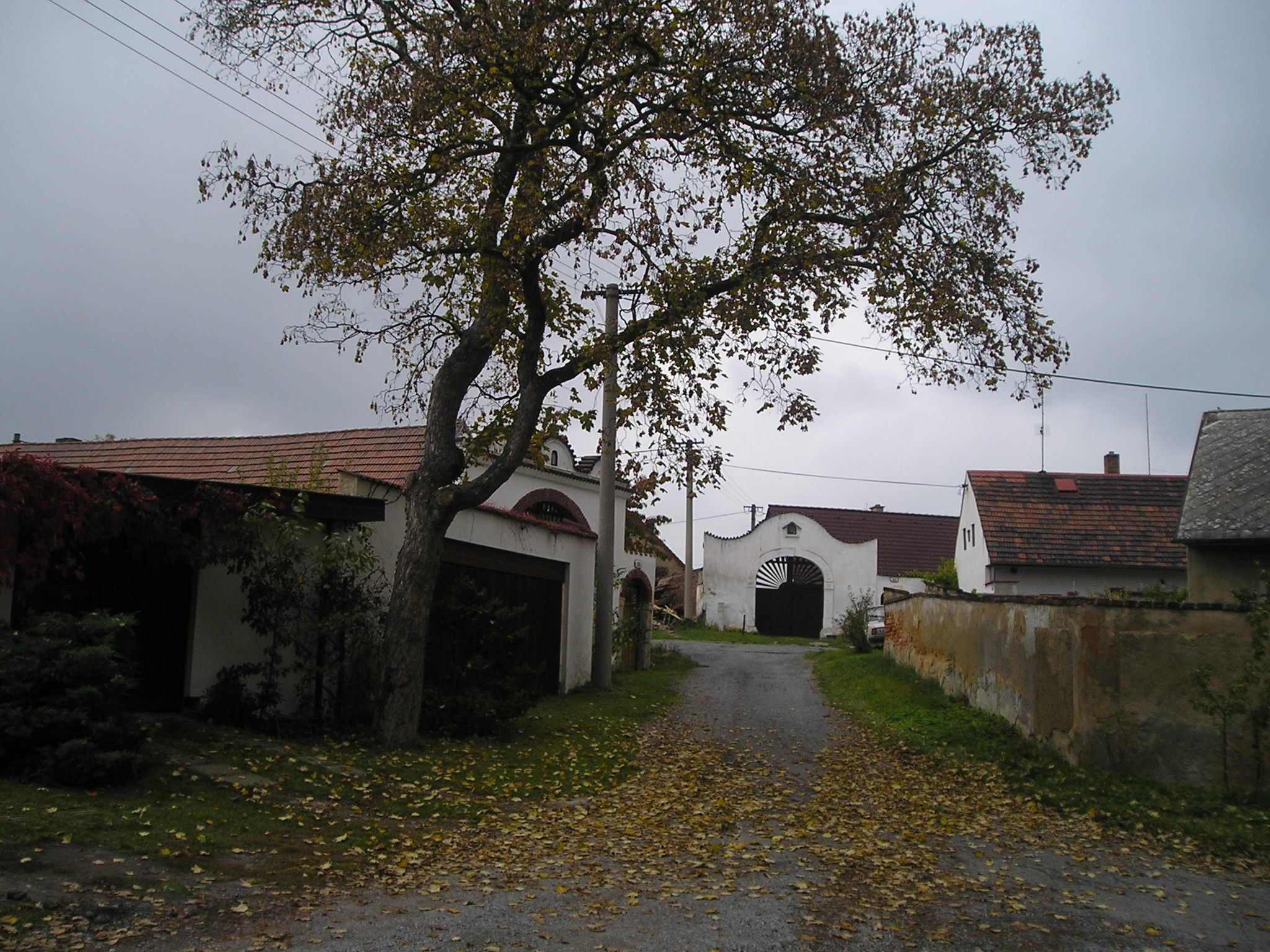
Malý Bolevec
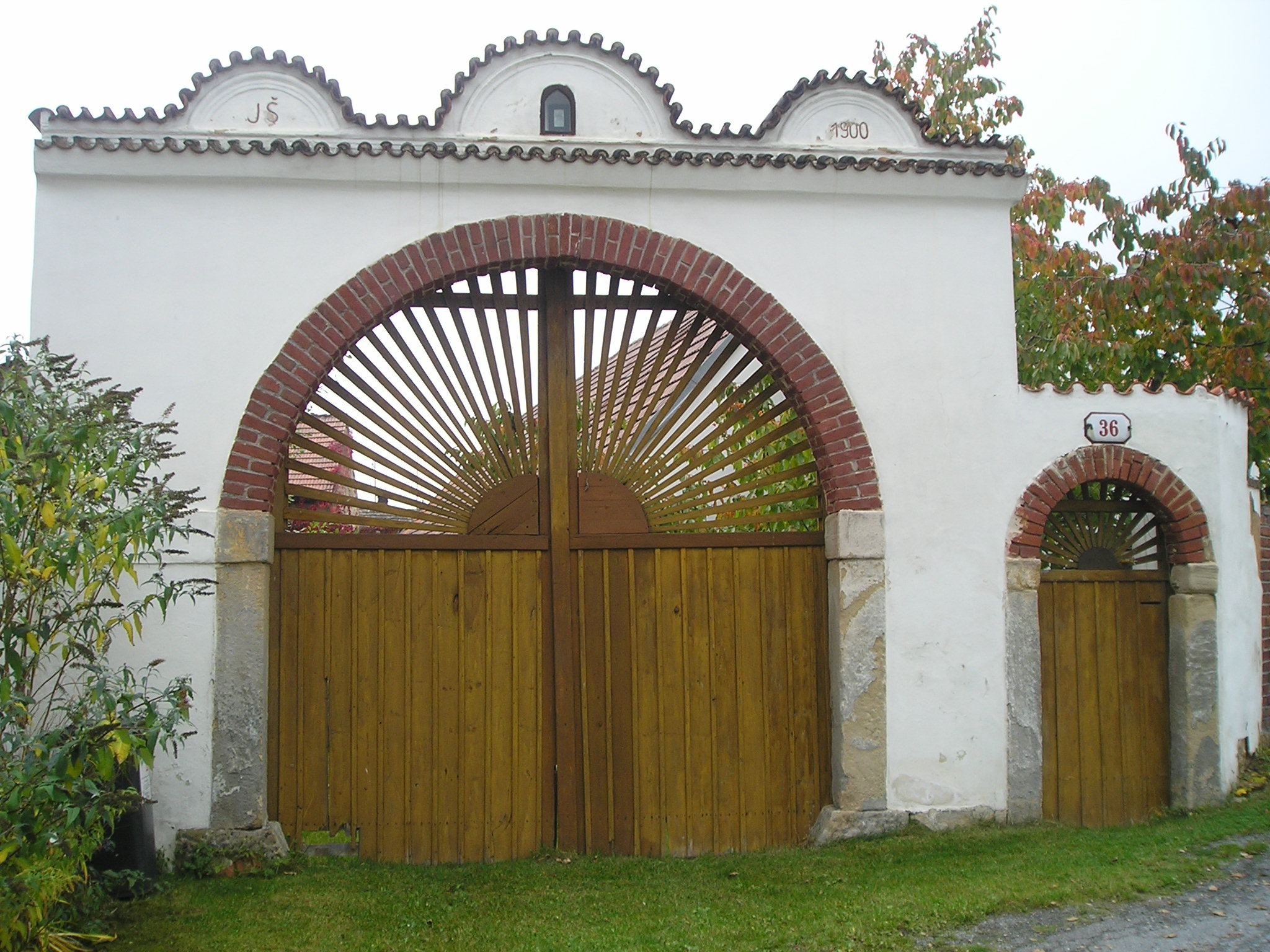
Usedlost čp. 36
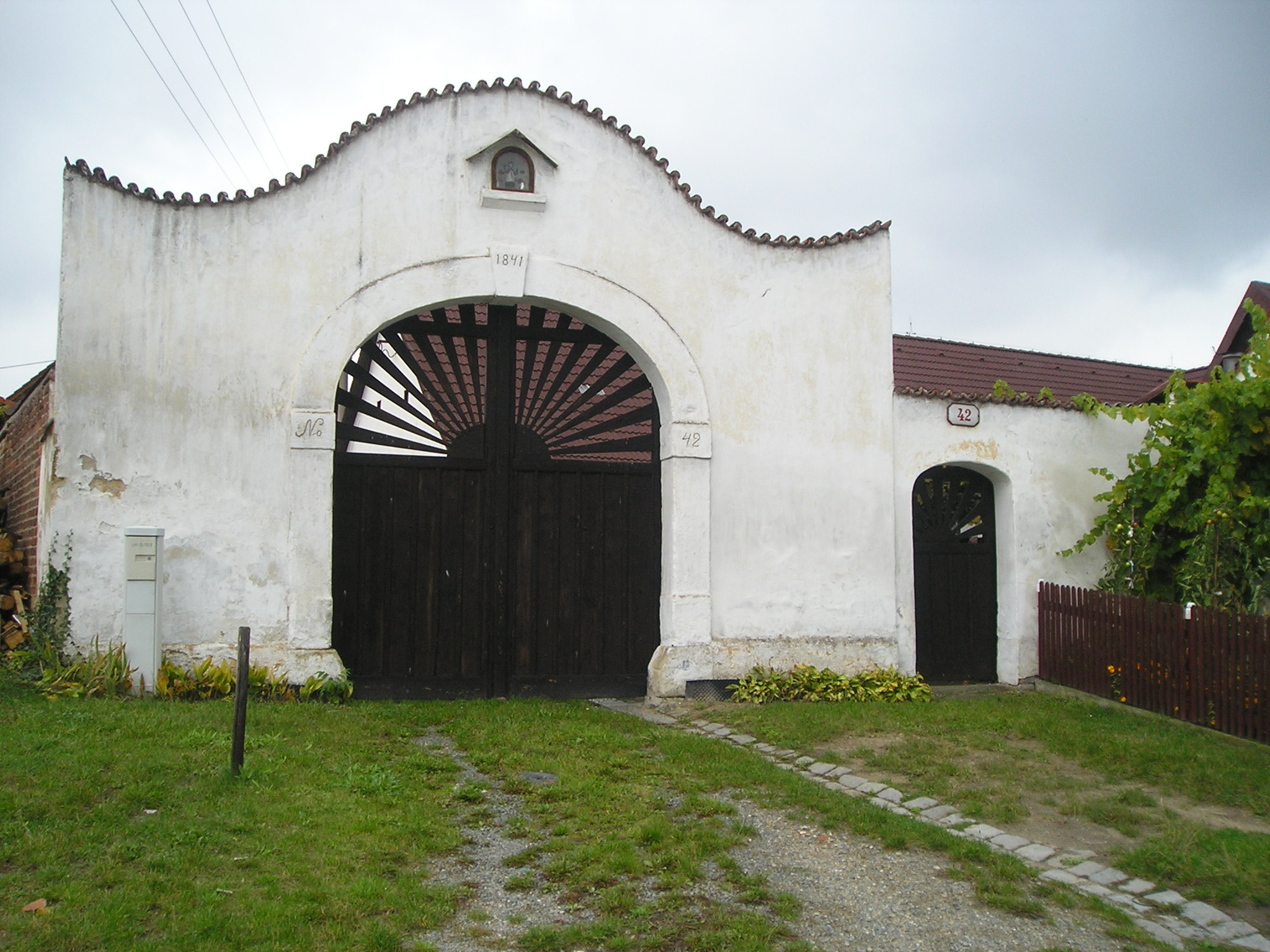
Usedlost čp. 42
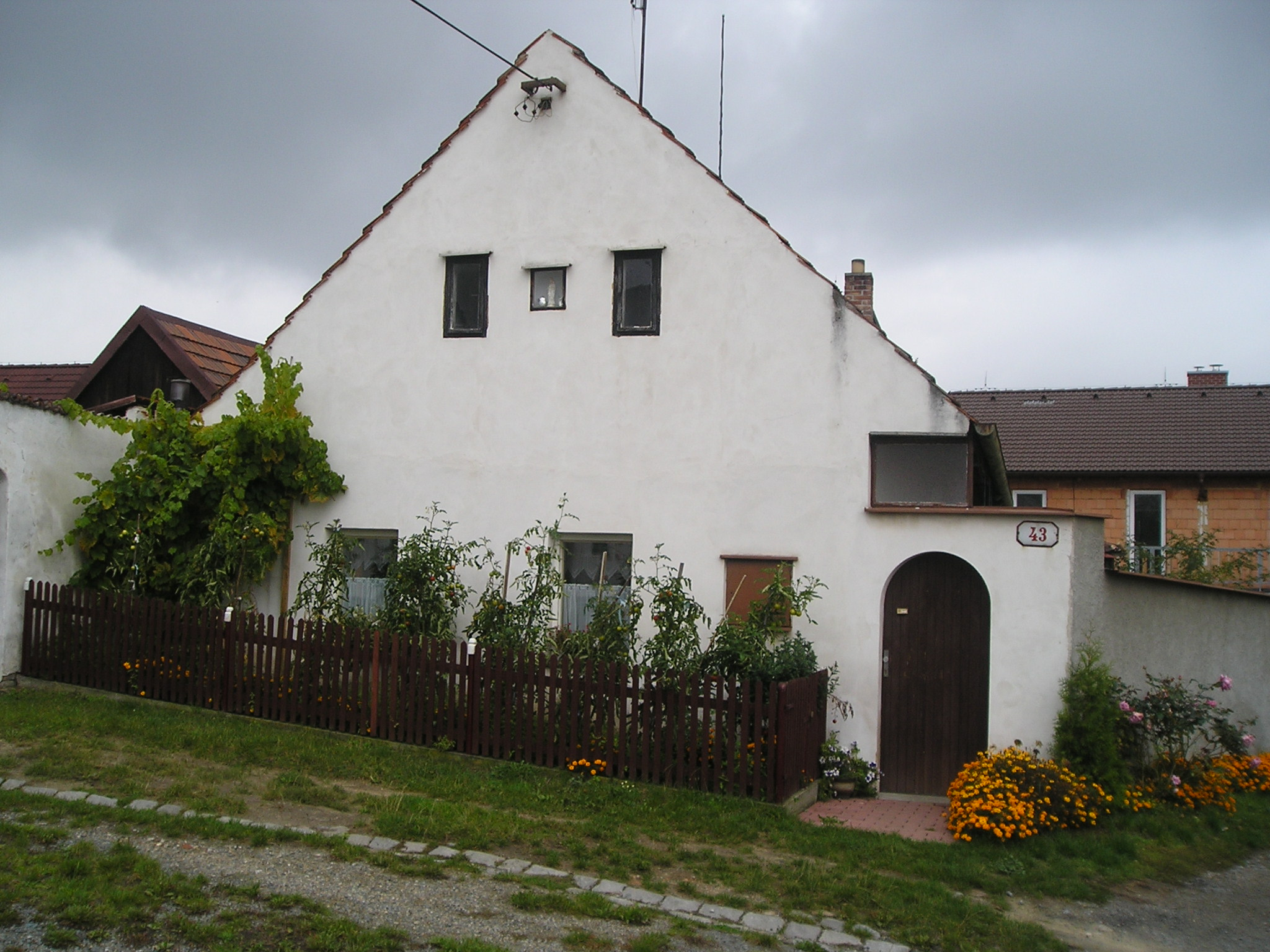
Usedlost čp. 43
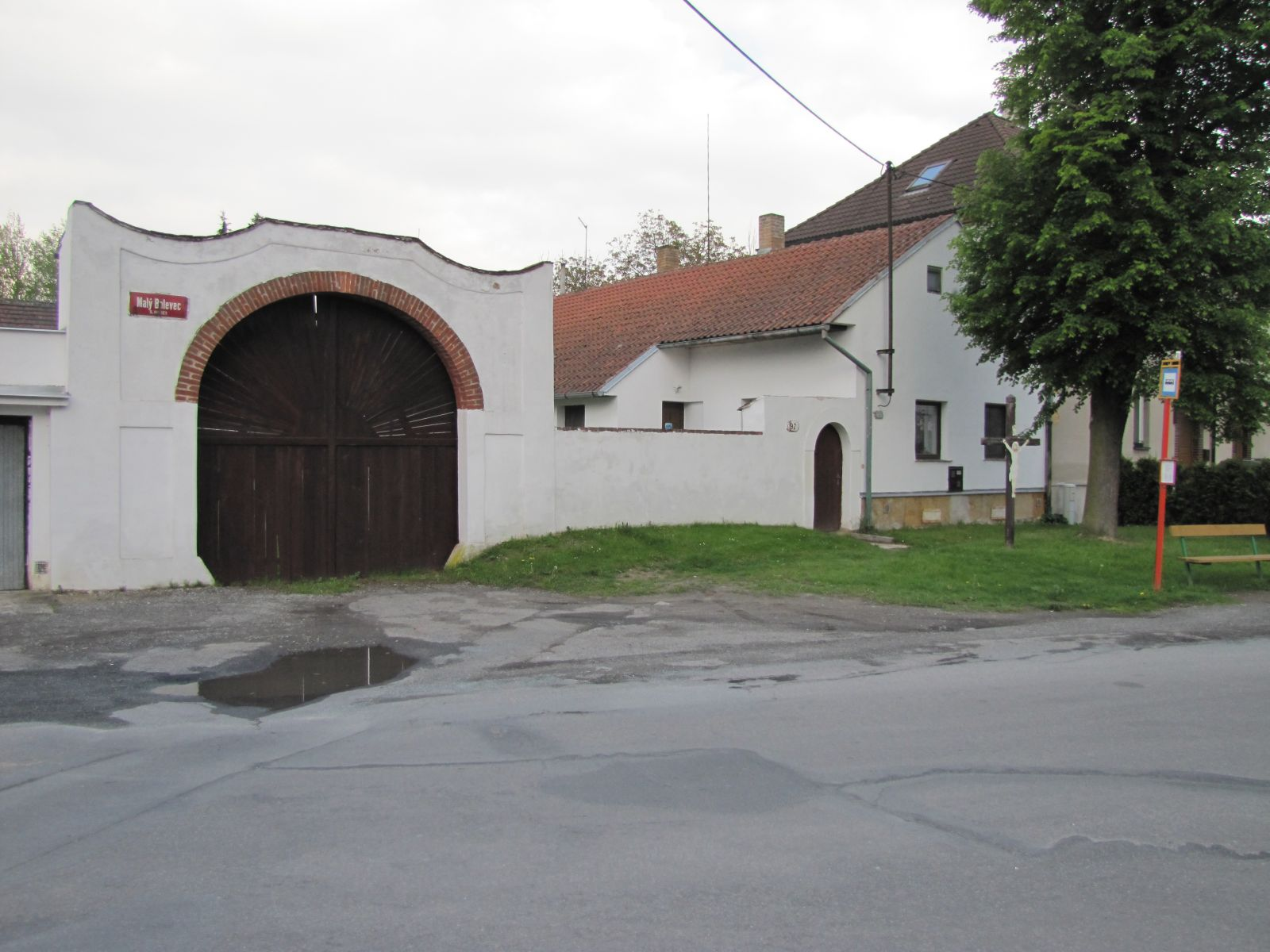
Usedlost čp. 97
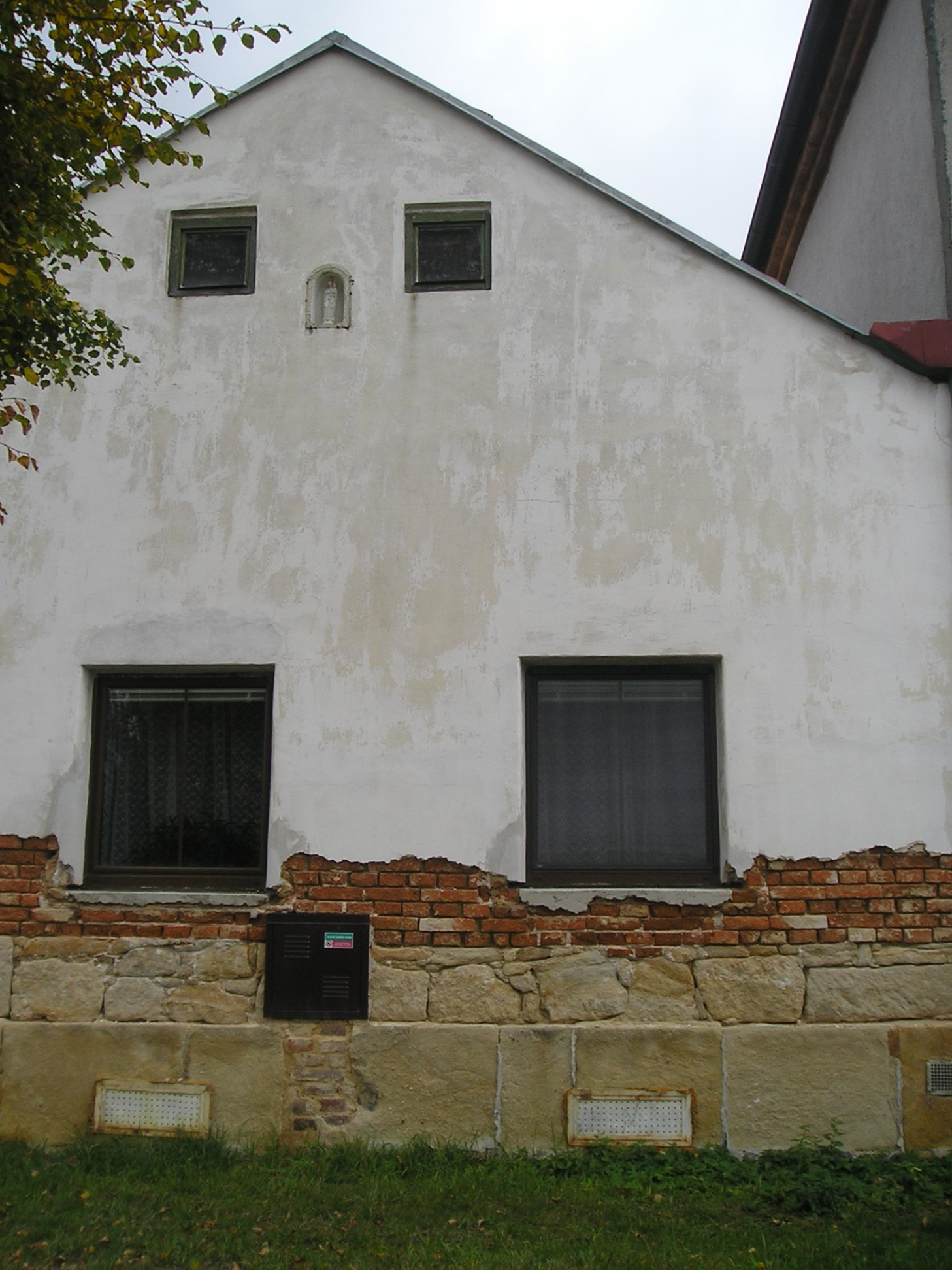
Nika v průčelí usedlosti čp. 97
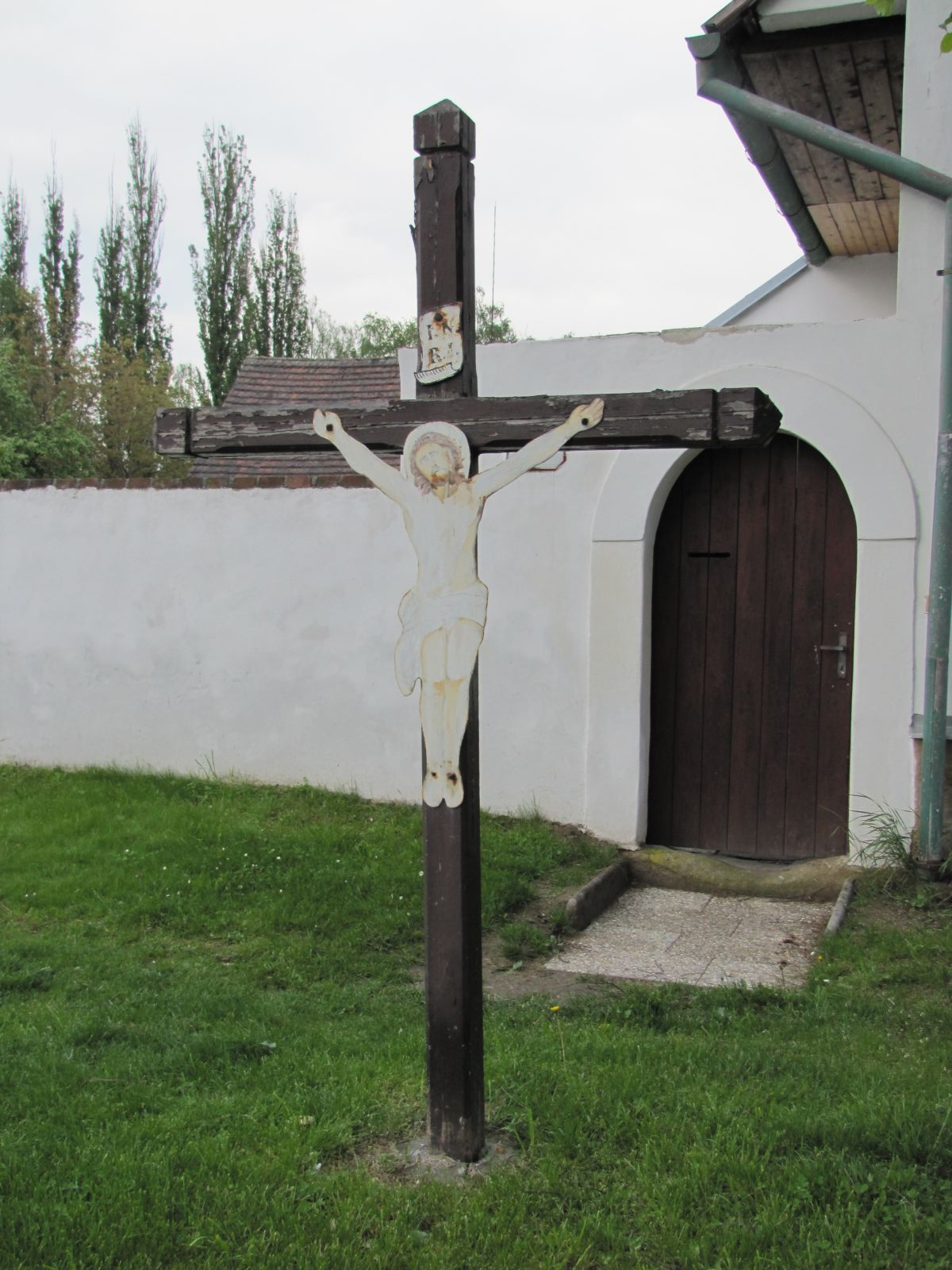
Kříž před domem čp. 97

### Modlitebna

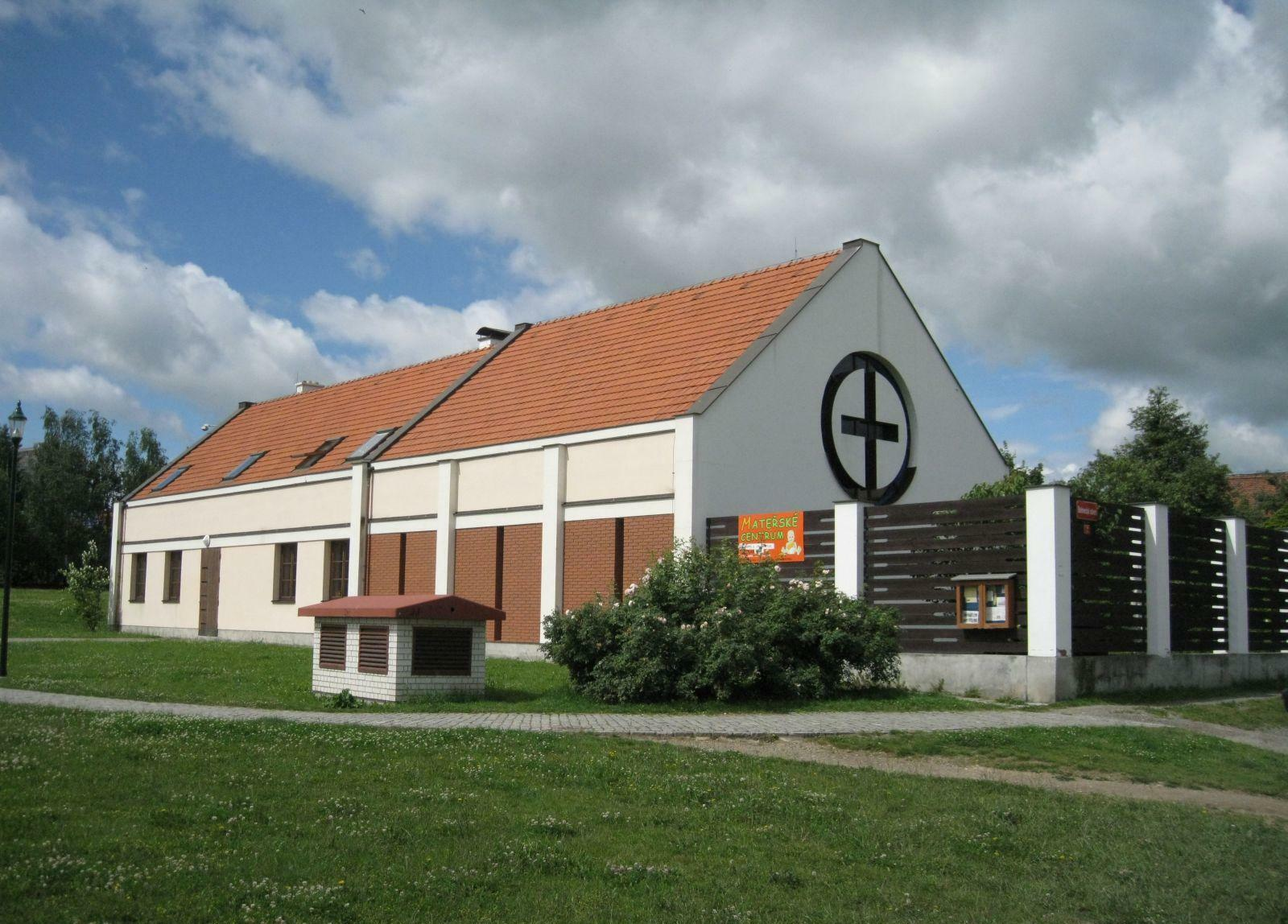
Evangelický kostel v dolní části bolevecké návsi

V Bolevci, i přes jeho rozsah, nikdy nestál kostel. Na mši se chodilo většinou na Roudnou do kostela Všech svatých, případně na náměstí do chrámu svatého Bartoloměje. Na návsi (v místech dnešního pomníku obětem první světové války) byla v roce 1864 zřízena kaplička svatého Vojtěcha, ta ovšem roku 1888 ustoupila úpravám vozovky a zvon byl vložen do věžičky na budově školy. Bolevečtí se poté snažili získat prostředky na výstavbu kostela u hřbitova, návrh architekta Jaroslava Cuhry dokonce počítal s existencí ženského kláštera. Tento záměr se nepodařilo zrealizovat, a to i kvůli společenským a politickým změnám v druhé polovině 20. století. Dne 18. prosince 1999 byla v dolní části bolevecké návsi, v místech bývalého statku čp. 54 otevřena modlitebna evangelické církve metodistické, postavená podle návrhu Václava Ulče a Radka Dragouna.

### Hřbitov
Bolevecký hřbitov byl při Plaské silnici (směrem do Třemošné) zřízen roku 1903, po uzavření hřbitova u kostela Všech svatých na Roudné, kam do té doby bolevečtí občané své zemřelé ukládali. Právě na tomto místě se nachází hromadný hrob obětí výbuchu v muniční továrně Škodových závodů. Na památku zemřelých dělníků byla v letech 1917–1920 v těsné blízkosti hrobu postavena kaple sv. Vojtěcha v kubizujícím stylu. Projekt pro výstavbu vytvořil rakouský architekt Robert Oerlych. Vitrážová okna, zobrazující sv. Václava a sv. Jana Nepomuckého navrhl Vojtěch Hynais. Mimoto je na boleveckém hřbitově k vidění mnoho zajímavých funerálních plastik a nachází se zde i díla významných sochařů (Václav Koukolíček, František Bílek, Hanuš Zápal a další).

### Bolevecká základní škola
Při křižovatce ulic Lidická a Studentská se na Náměstí odboje nachází Bolevecká základní škola. Postavena byla v letech 1930–1931 podle návrhu Hanuše Zápala (staviteli byli Martin a Josef Kondr z Bolevce). Slavnostní otevření tehdejší Masarykovy školy se konalo 28. října 1931. Na tuto historickou budovu navázala koncem 70. let rozsáhlá přístavba nových pavilonů a spojovacích chodeb. Současně byla rekonstruována původní budova, přičemž byly z průčelního rizalitu odstraněny hodiny.
V parku před Boleveckou základní školou byl kolem roku 1950 vybudován pomník obětem druhé světové války. Jeho součástí je reliéf českého lva od plzeňského sochaře Josefa Šípa.

### Sídliště Bolevec
Zachovány zůstaly také některé plastiky z původní umělecké výzdoby sídliště Bolevec. Stylizované pískovcové sousoší Děti na houpacím koni poblíž budovy 90. MŠ vytvořil Karel Němec v roce 1981. V roce 1984 odhalil Ladislav Fládr sochu Sedící žena a dítě, umístěnou před budovou 34. základní školy. Před nádvořím 1. ZŠ vznikla v roce 1986 čtvercová kašna, zdobená plastikou Radost z léta. Autory jsou sochař Zdeněk Jílek a architekt Miloslav Sýkora. V témže roce byl odhalen také nedaleký Památník budovatelům města Plzně od Ladislava Fládra. Před obchodním domem při Plaské ulici byla v roce 1987 odhalena kovová plastika Klíčení od Jaroslava Bockera.

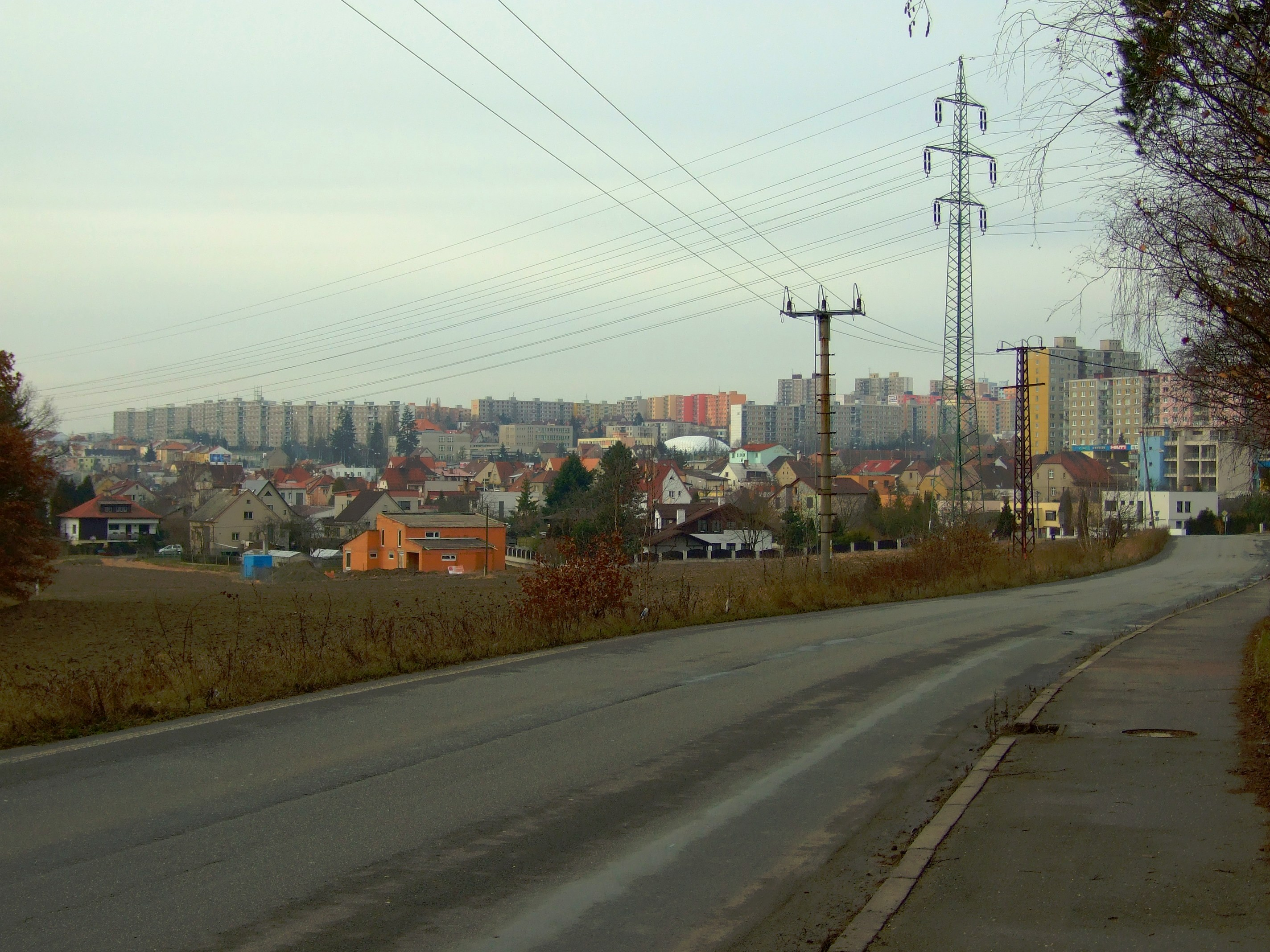
Pohled na sídliště od východu
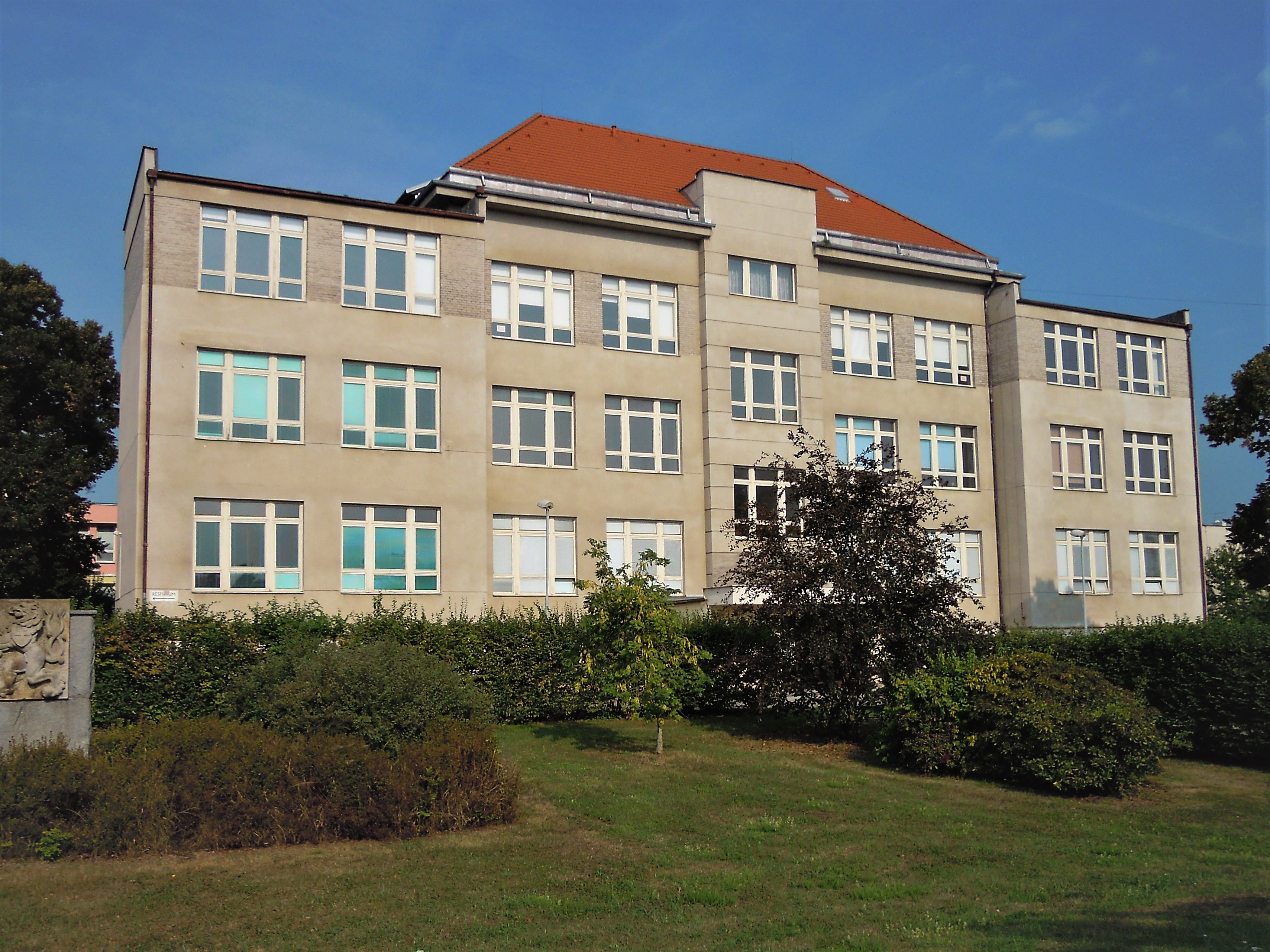
Bolevecká základní škola
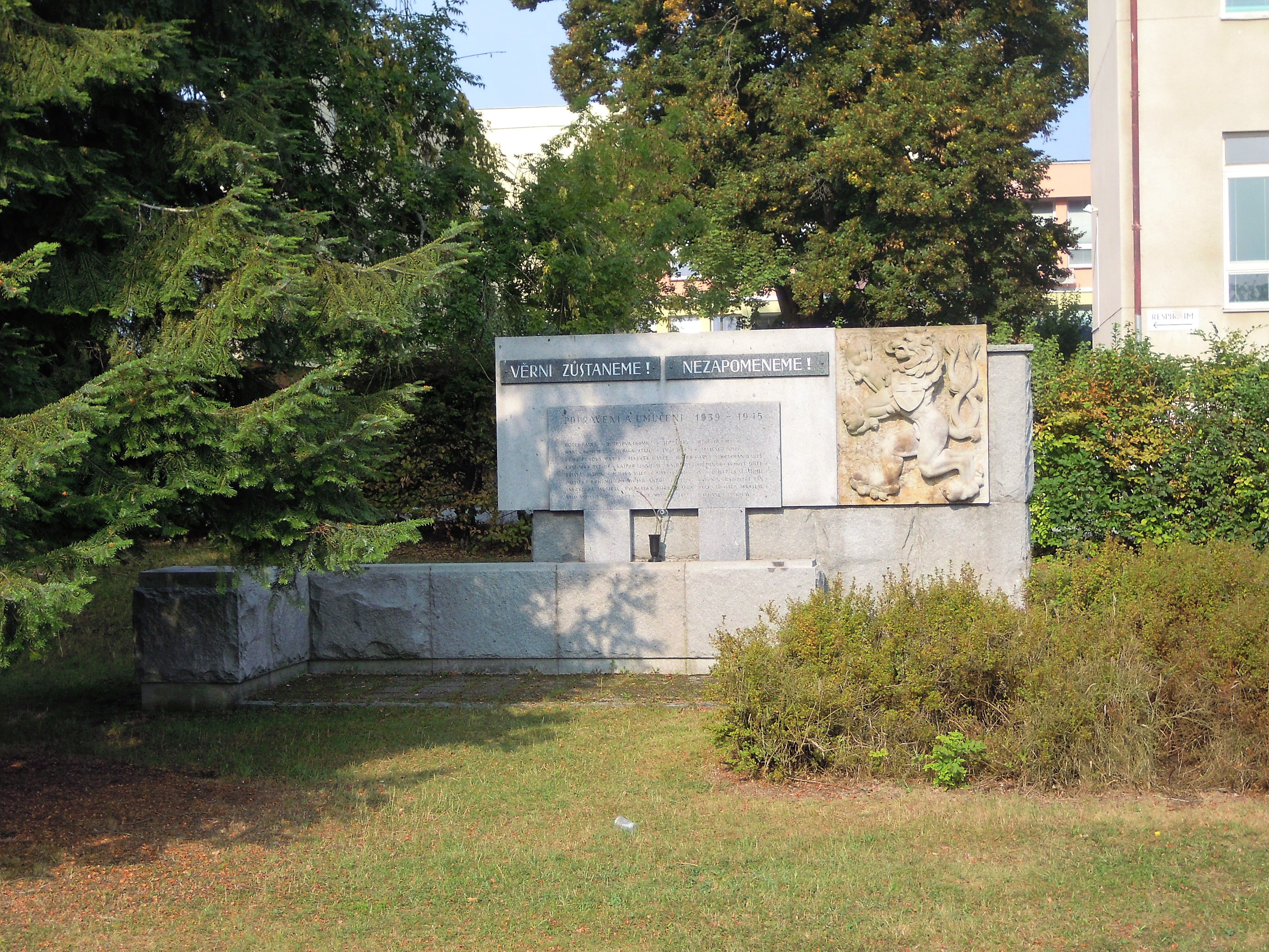
Pomník obětem 2. světové války
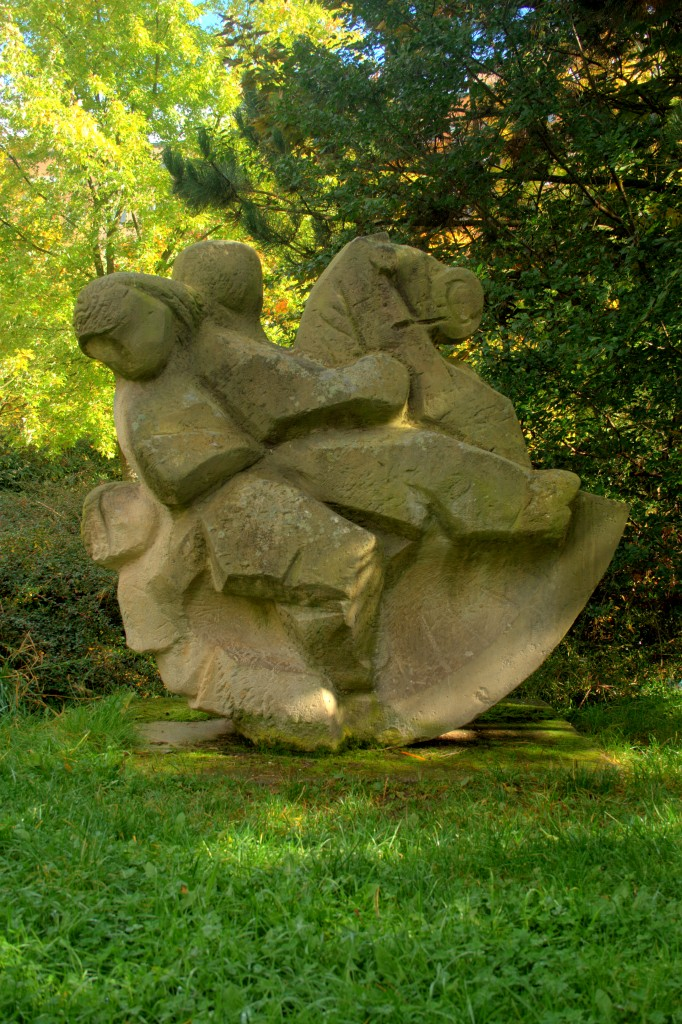
Děti na houpacím koni
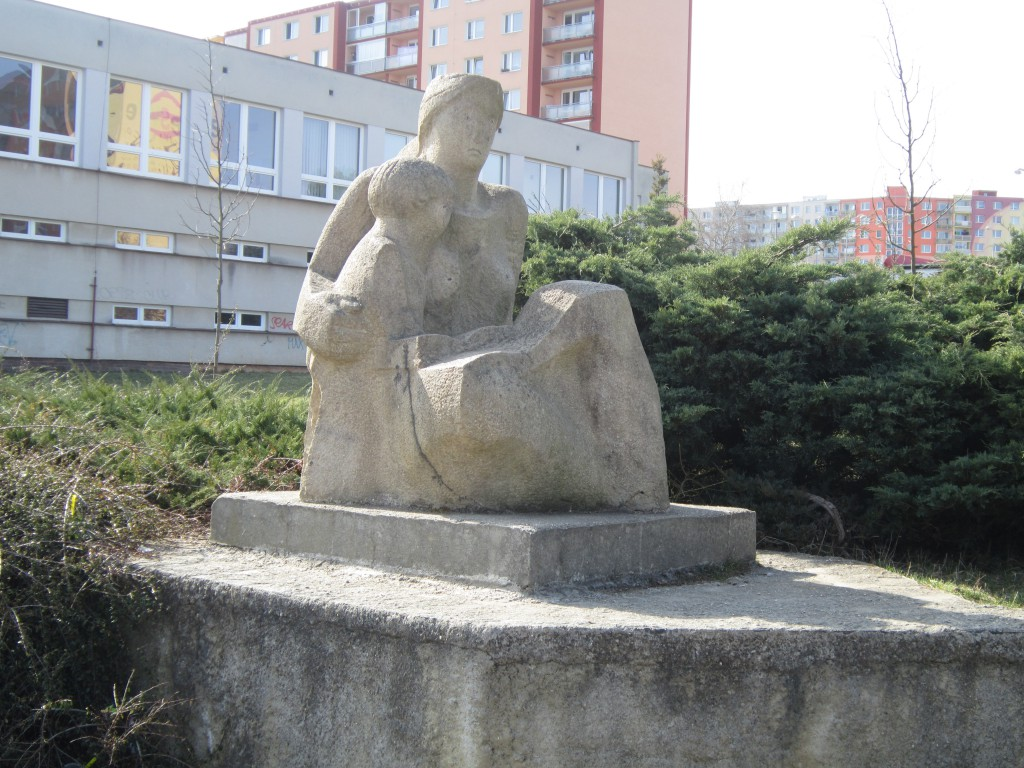
Sedící žena a dítě
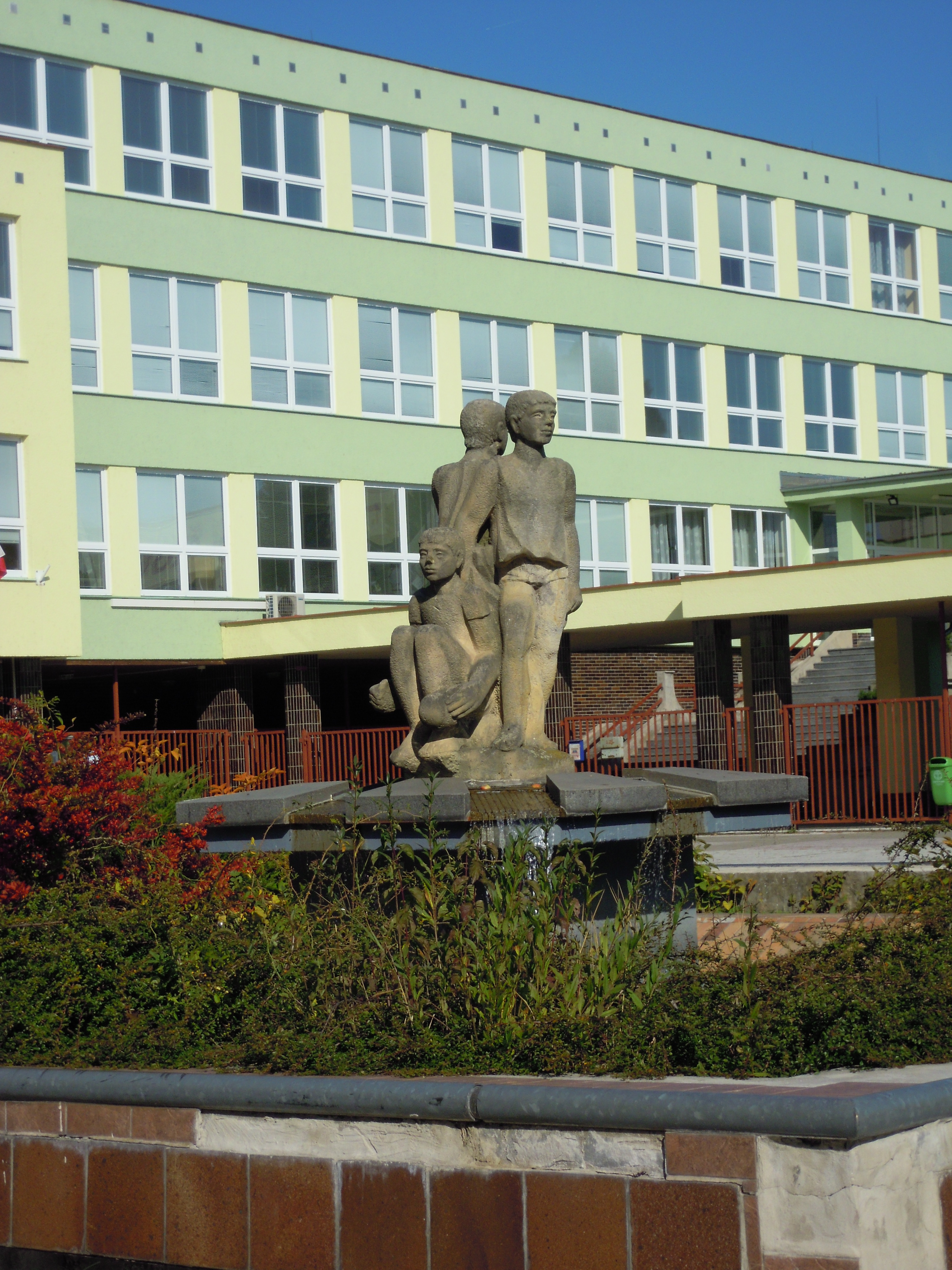
Radost z léta
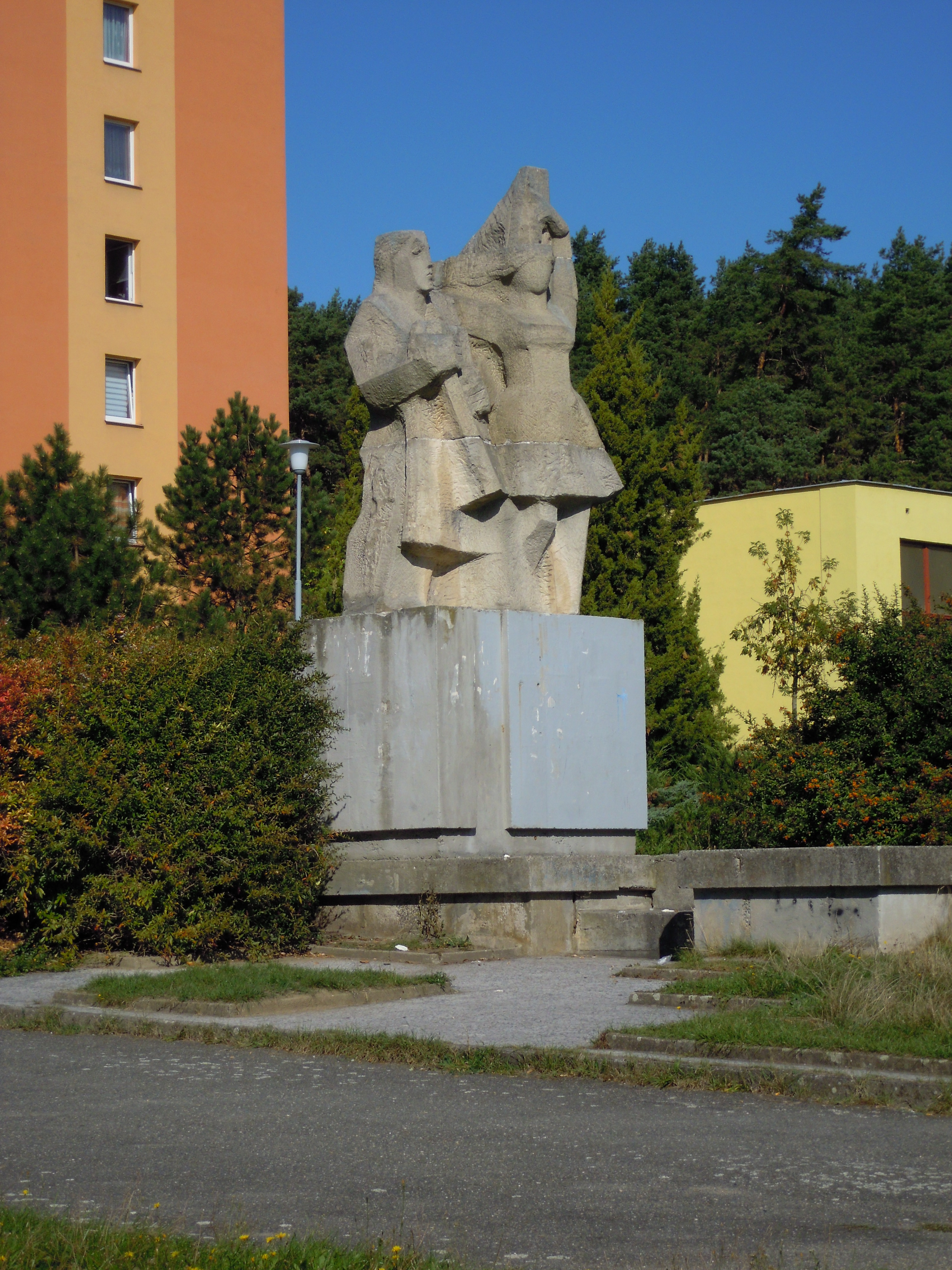
Památník budovatelům
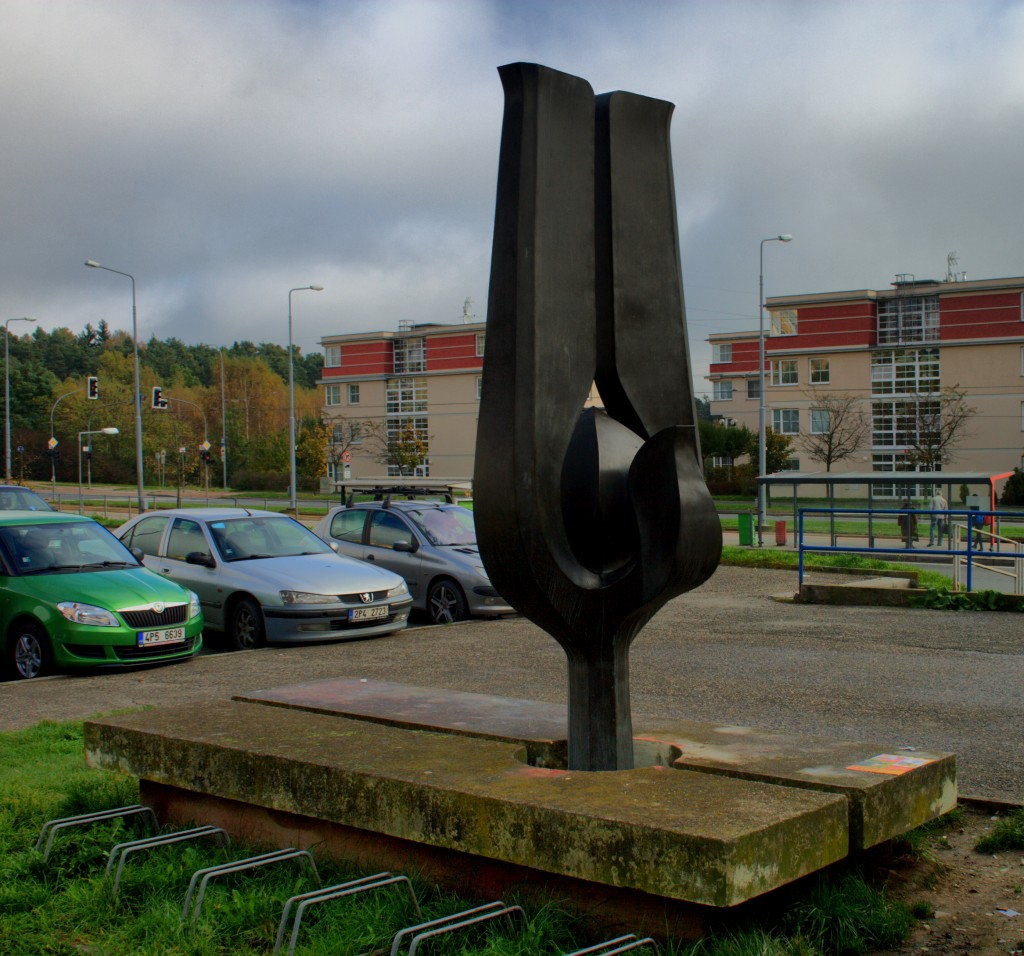
Klíčení
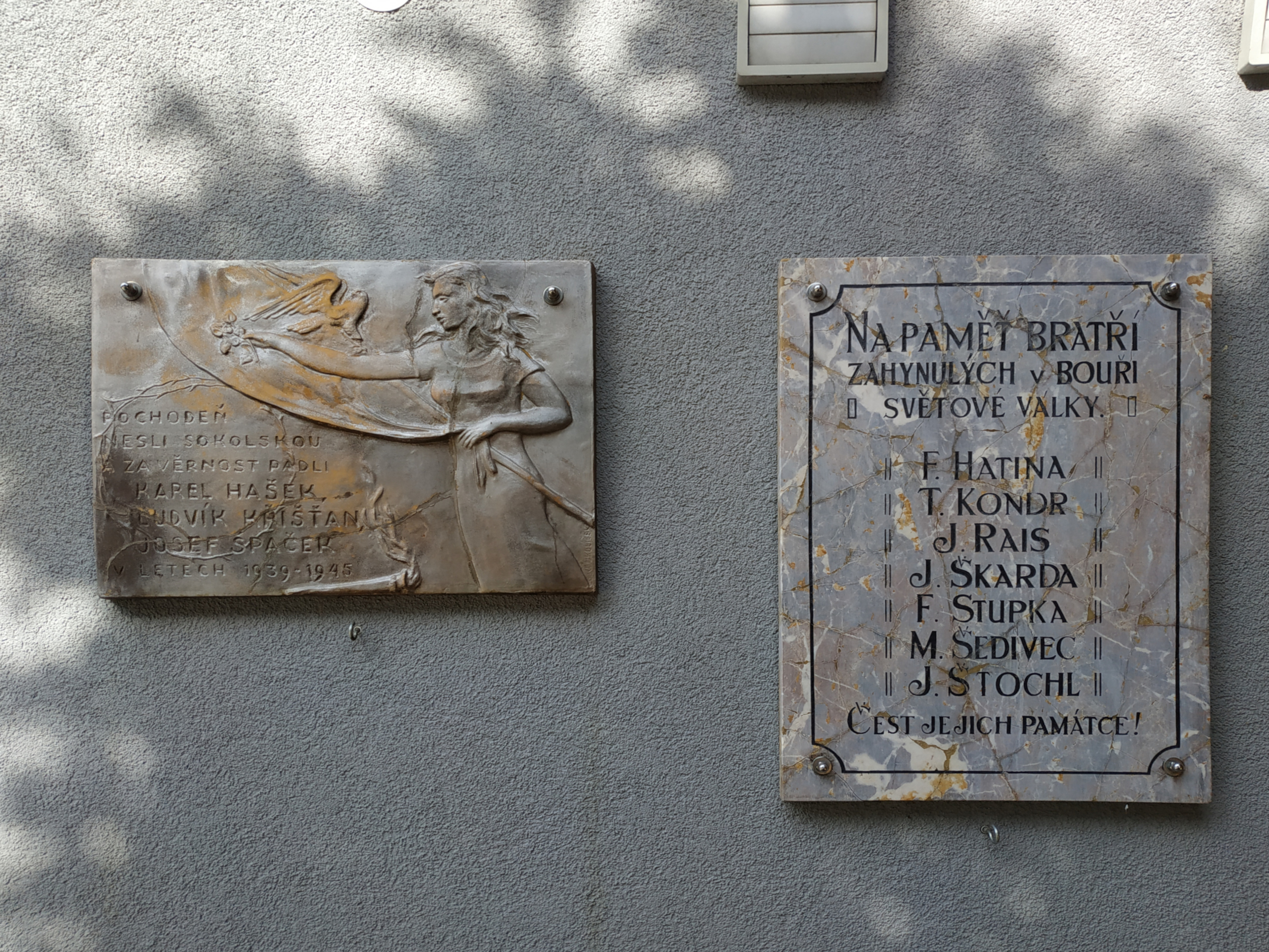
Pamětní desky obětem válek na Bolevecké sokolovně
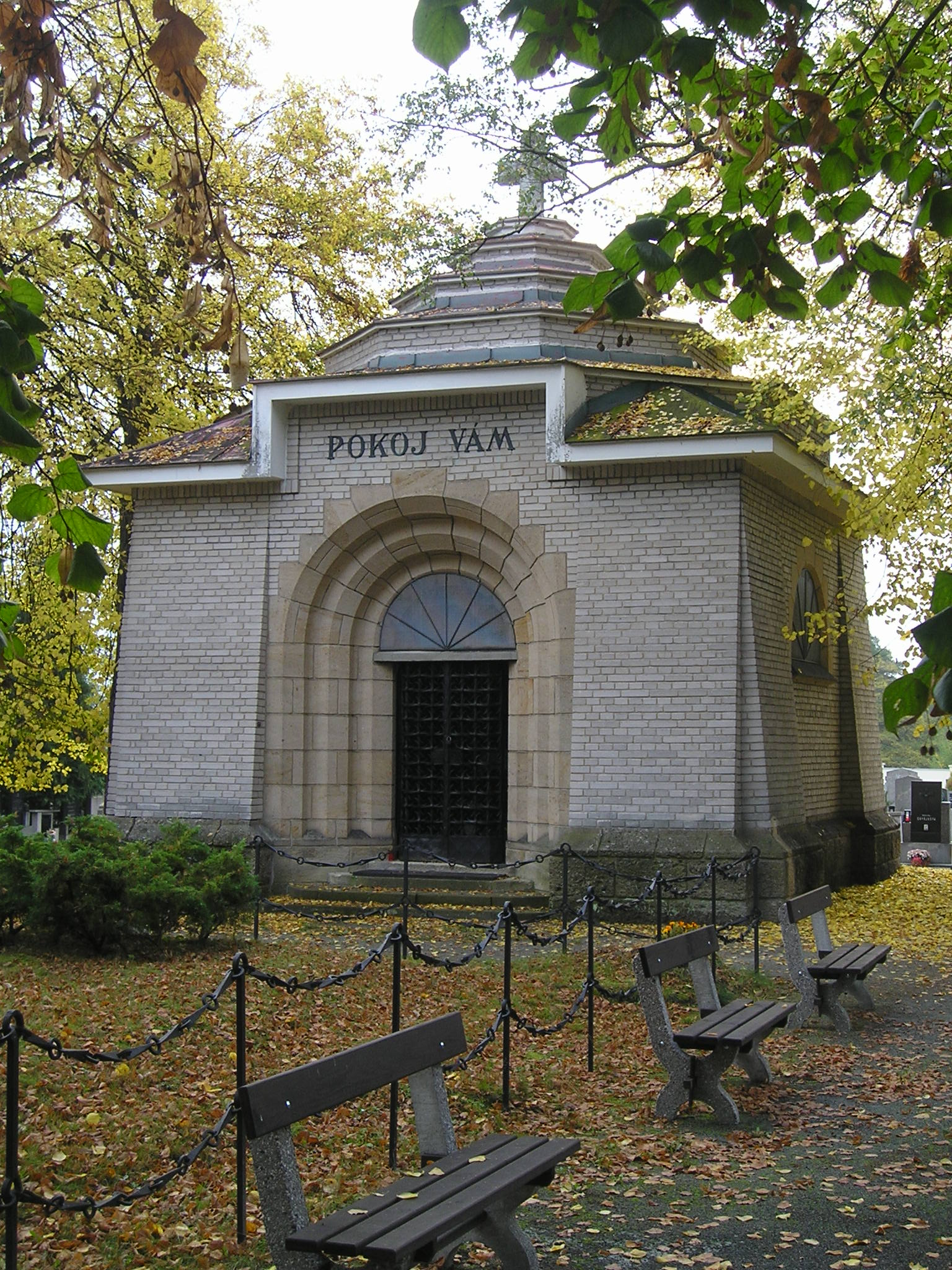
Kaple sv. Vojtěcha na hřbitově

### Okolí
Severně od Bolevce se nachází starobylá Bolevecká rybniční soustava, obklopená rozsáhlými lesy. V nich je zachováno i několik přírodních rezervací a zajímavých krajinných prvků (Kamenný rybník, Petrovka, Doubí, arboretum Sofronka), kamenné kříže U Dostálky, U Řezníka i v údolí Merán a rovněž unikátní technická památka Kolomazná pec. Celek je využíván jako významná rekreační zóna. S početnými zajímavostmi tohoto území návštěvníky seznamuje naučná Sigmondova stezka, pojmenovaná po významném plzeňském lesníkovi Josefu Sigmondovi (jeho hrob je umístěn na boleveckém hřbitově). Dětské návštěvníky provází okolím rybníků Zážitková stezka Spejbla a Hurvínka, opatřená dřevěnými sochami obou loutek s náměty ke cvičení v přírodě.

## Pověsti
Z Bolevce a jeho nejbližšího okolí se dochovalo několik pověstí. Další legendy se váží k boleveckým rybníkům.

### Gryspekovská boží muka
Pověst spojuje Bolevec se zámkem Kaceřov. Ten byl součástí rozsáhlého panství Floriána z Gryspeku, významného královského úředníka a věrného příznice císaře Ferdinanda I. Početné Floriánovo potomstvo se však přiklonilo k protestantství a ve stavovském povstání se zvedli proti císaři. A to se jim stalo osudným, protože po bitvě na Bílé Hoře císař tvrdě potrestal všechny své odpůrce. Také Gryspekové měli neprodleně opustit zemi, přičemž jim bylo zabaveno veškeré jmění. Podle pověsti se všichni členové rodu sjeli na zámku v Kaceřově a po krátké poradě rozhodli, že jeden z nich odjede za císařem žádat o milost, zatímco ostatní budou čekat na Kaceřově. Domluvili se, že v případě udělení milosti zamává blížící se vyslanec bílým šátkem, zatímco v případě zamítnutí žádosti ukáže šátek černý.
Gryspekovi se podařilo dosáhnout odpuštění a když se s dobrou zprávou vracel zpět na Kaceřov, zastavil se u božích muk v Bolevci. Nedočkavě se ptal, zda zastihne své blízké v pořádku. Když se mu však nedostalo odpovědi, rozezleně vystřelil a kulí urazil Kristu na kříži hlavu. Nato se mu zatmělo v mysli a když přijížděl ke Kaceřovu, omylem vyndal černý šátek. Rychle si uvědomil svoji chybu a spěchal do hodovní síně přímo na koni, jenže se zřítil ze schodů a na místě zemřel. Jeho příbuzní mezitím, když slyšeli, že mává černým šátkem, postupně vypili pohár otráveného vína. Tak celý rod vymřel a všichni byli pochováni do rodinné hrobky pod kralovickým kostelem.

### Nemodlilka
Večer prý obcházela stavení na návsi krásná mladá žena s rozpuštěnými havraními vlasy a průhlednými šaty. Vábila mládence ven k rybníku, aby je tam strhla do vody. Také děti, které se nemodlily, lákala po západu slunce za humna a tam je uškrtila.

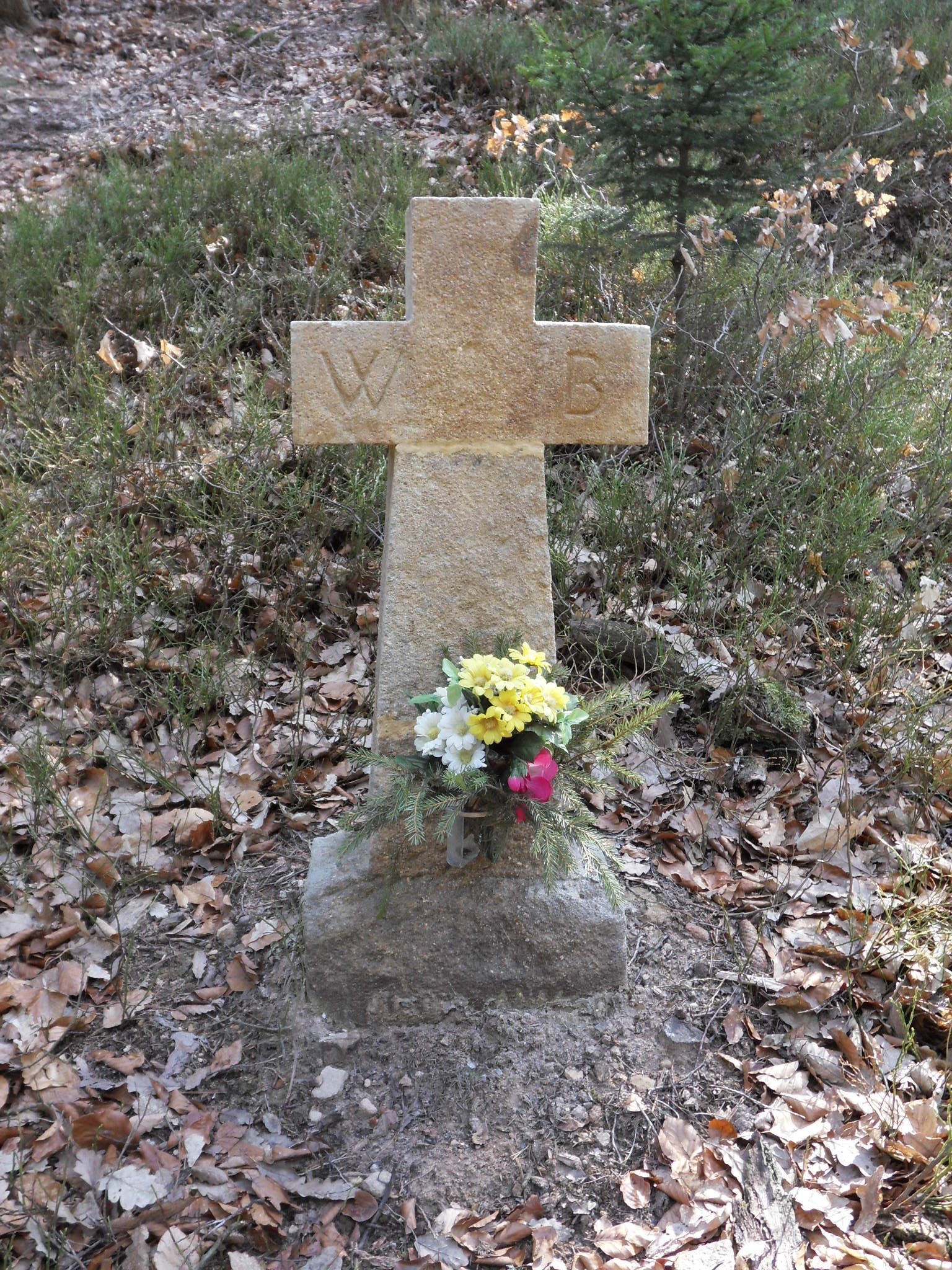
Smírčí kříž v údolí Merán

### Orlík
V polesí Orlík nad Bolevcem našli prý kdysi lidé velké vejce. Donesli je domů a nechali je vysedět slepici. Z vejce se vylíhl orel, který pak pobíhal po dvoře mezi drůbeží. Až když dospěl, odletěl a vzal s sebou právě tu slepici, která ho vyseděla.

### Zakletá panna
Kamenný křížek v údolí Merán patří prý dívce, která svým chováním připravila milence o život. Proto byla zakletá a má na místě bloudit do té doby, než se najde statečný a poctivý mládenec, který by v době, kdy na plzeňské věži odbíjí půlnoc, vydržel dvanáct ran železnou tyčí. Prý se dosud nikdo takový nenašel, a tak tam zakletá panna bloudí dál.